# 反華

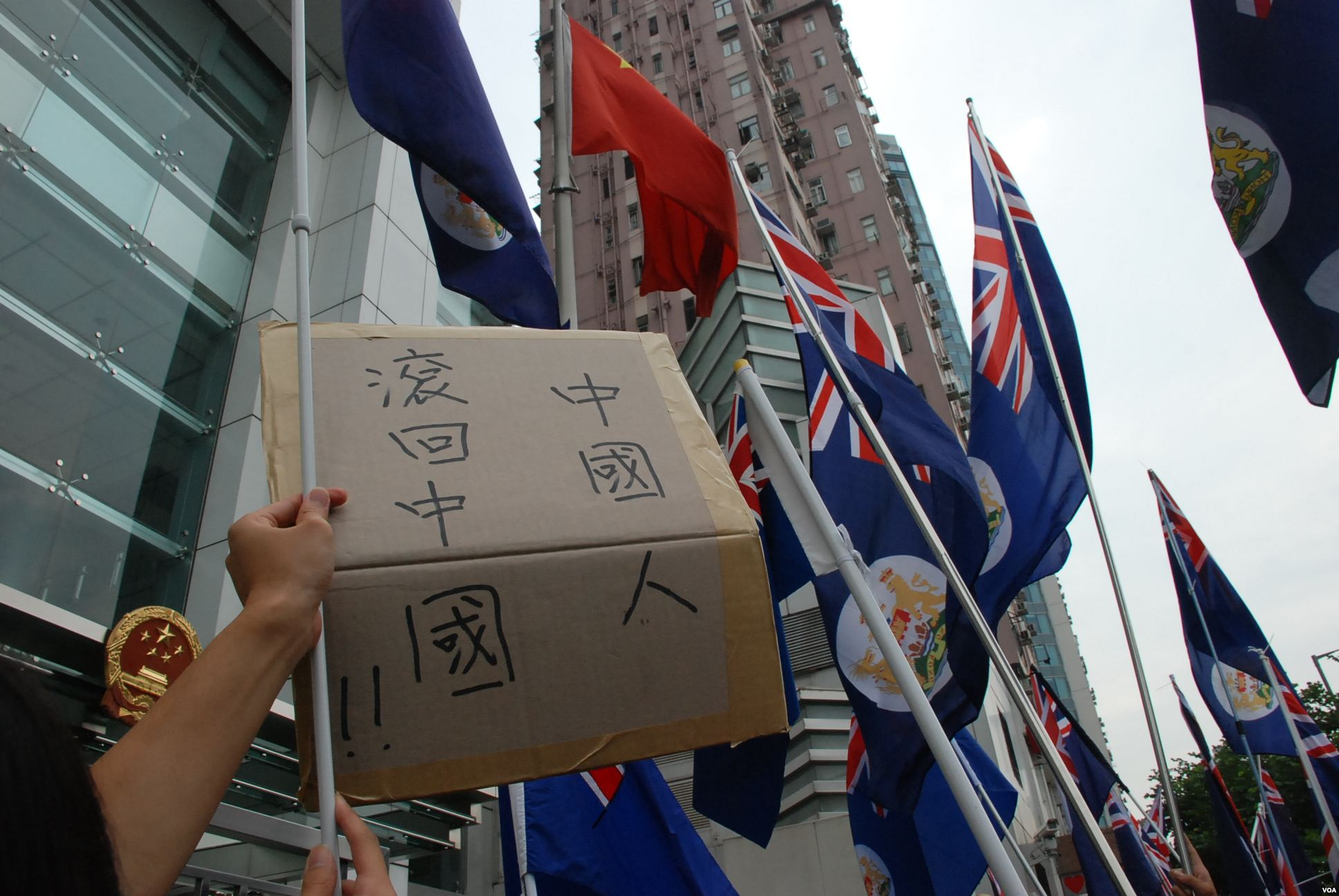
香港示威者举起“中国人滚回中国”标语

| 国别         | 正面 | 负面 | 中立 | 正负面差值 |
| ------------ | ---- | ---- | ---- | ---------- |
| 巴基斯坦     | 82%  | 13%  | 5%   | +69        |
| 俄羅斯       | 74%  | 9%   | 17%  | +65        |
| 奈及利亞     | 74%  | 16%  | 10%  | +58        |
|              | 62%  | 14%  | 24%  | +48        |
| 秘魯         | 58%  | 23%  | 19%  | +35        |
| 哥伦比亚     | 57%  | 23%  | 20%  | +34        |
| 泰國         | 54%  | 20%  | 26%  | +34        |
| 沙烏地阿拉伯 | 57%  | 26%  | 17%  | +31        |
| 墨西哥       | 49%  | 20%  | 31%  | +29        |
| 印度尼西亞   | 46%  | 18%  | 36%  | +28        |
| 南非         | 54%  | 28%  | 18%  | +26        |
| 阿联酋       | 55%  | 31%  | 14%  | +24        |
| 智利         | 48%  | 34%  | 18%  | +14        |
| 巴西         | 43%  | 31%  | 26%  | +12        |
| 阿根廷       | 44%  | 33%  | 23%  | +11        |
| 马来西亚     | 45%  | 40%  | 15%  | +5         |
| 新加坡       | 41%  | 41%  | 18%  | ±0         |
| 羅馬尼亞     | 38%  | 39%  | 23%  | -1         |
| 土耳其       | 38%  | 45%  | 17%  | -7         |
| 菲律賓       | 37%  | 45%  | 18%  | -8         |
| 西班牙       | 31%  | 47%  | 22%  | -16        |
| 以色列       | 32%  | 52%  | 16%  | -20        |
| 義大利       | 27%  | 53%  | 20%  | -26        |
| 越南         | 28%  | 58%  | 14%  | -30        |
| 捷克         | 23%  | 56%  | 21%  | -33        |
| 波蘭         | 22%  | 55%  | 23%  | -33        |
| 印度         | 24%  | 59%  | 17%  | -35        |
| 比利时       | 18%  | 56%  | 26%  | -38        |
| 法國         | 15%  | 57%  | 28%  | -42        |
| 愛爾蘭       | 18%  | 62%  | 20%  | -44        |
| 美国         | 16%  | 62%  | 22%  | -46        |
| 荷蘭         | 15%  | 62%  | 23%  | -47        |
| 加拿大       | 14%  | 62%  | 24%  | -48        |
| 英国         | 14%  | 62%  | 24%  | -48        |
| 瑞士         | 19%  | 69%  | 12%  | -50        |
| 挪威         | 16%  | 70%  | 14%  | -54        |
| 奥地利       | 14%  | 70%  | 16%  | -56        |
|              | 13%  | 69%  | 18%  | -56        |
| 德国         | 13%  | 69%  | 18%  | -56        |
| 瑞典         | 12%  | 73%  | 15%  | -61        |
| 日本         | 7%   | 78%  | 15%  | -71        |
|              | 5%   | 88%  | 7%   | -83        |

| 国别     | 正面 | 负面 | 中立 | 正负面差值 |
| -------- | ---- | ---- | ---- | ---------- |
| 日本     | 10%  | 88%  | 2    | –78        |
| 瑞典     | 18%  | 80%  | 2    | –62        |
|          | 21%  | 78%  | 1    | –57        |
| 美国     | 20%  | 76%  | 4    | –56        |
|          | 22%  | 77%  | 1    | –55        |
| 加拿大   | 23%  | 73%  | 4    | –50        |
| 德国     | 21%  | 71%  | 8    | –50        |
| 荷蘭     | 24%  | 72%  | 4    | –48        |
| 中華民國 | 27%  | 69%  | 4    | –42        |
| 比利时   | 28%  | 67%  | 5    | –39        |
| 法國     | 29%  | 66%  | 5    | –37        |
| 新西兰   | 30%  | 67%  | 3    | –37        |
| 英国     | 27%  | 63%  | 10   | –36        |
| 義大利   | 38%  | 60%  | 2    | –22        |
| 西班牙   | 39%  | 57%  | 4    | –18        |
| 希腊     | 52%  | 42%  | 6    | 10         |
| 新加坡   | 64%  | 34%  | 2    | 30         |

| 国别   | 正面 | 负面 | 中立 | 正负面差 |
| ------ | ---- | ---- | ---- | -------- |
| 日本   | 9%   | 86%  | 5    | -77      |
| 瑞典   | 14%  | 85%  | 1    | -71      |
|        | 15%  | 81%  | 4    | -66      |
| 丹麦   | 22%  | 75%  | 3    | -53      |
| 英国   | 22%  | 74%  | 4    | -52      |
| 美国   | 22%  | 73%  | 5    | -51      |
|        | 24%  | 75%  | 1    | -51      |
| 加拿大 | 23%  | 73%  | 4    | -50      |
| 荷蘭   | 25%  | 73%  | 2    | -48      |
| 比利时 | 24%  | 71%  | 5    | -47      |
| 德国   | 25%  | 71%  | 4    | -46      |
| 法國   | 26%  | 70%  | 4    | -44      |
| 西班牙 | 36%  | 63%  | 1    | -27      |
| 義大利 | 38%  | 62%  | 0    | -24      |

| 国别/地名  | 正面 | 负面 | 中立 | 正负面差 |
| ---------- | ---- | ---- | ---- | -------- |
| 日本       | 14%  | 85%  | 2    | -71      |
| 瑞典       | 25%  | 70%  | 6    | -45      |
| 加拿大     | 27%  | 67%  | 5    | -40      |
| 美国       | 26%  | 60%  | 13   | -34      |
| 捷克       | 27%  | 57%  | 16   | -30      |
| 法國       | 33%  | 62%  | 5    | -29      |
|            | 34%  | 63%  | 2    | -29      |
| 中華民國   | 35%  | 61%  | 3    | -26      |
| 德国       | 34%  | 56%  | 11   | -22      |
| 荷蘭       | 36%  | 58%  | 6    | -22      |
|            | 36%  | 57%  | 7    | -21      |
| 義大利     | 37%  | 57%  | 7    | -20      |
| 英国       | 38%  | 55%  | 7    | -17      |
| 西班牙     | 39%  | 53%  | 8    | -14      |
| 菲律賓     | 42%  | 54%  | 4    | -12      |
| 斯洛伐克   | 40%  | 48%  | 12   | -8       |
| 印度尼西亞 | 36%  | 36%  | 27   | 0        |
| 匈牙利     | 40%  | 37%  | 24   | 3        |
| 南非       | 46%  | 35%  | 19   | 11       |
| 立陶宛     | 45%  | 33%  | 21   | 12       |
| 波蘭       | 47%  | 34%  | 19   | 13       |
| 希腊       | 51%  | 32%  | 17   | 19       |
| 阿根廷     | 47%  | 24%  | 29   | 23       |
| 巴西       | 51%  | 27%  | 22   | 24       |
| 墨西哥     | 50%  | 22%  | 28   | 28       |
|            | 58%  | 25%  | 16   | 33       |
| 保加利亚   | 55%  | 20%  | 25   | 35       |
| 以色列     | 66%  | 25%  | 9    | 41       |
| 乌克兰     | 57%  | 14%  | 28   | 43       |
| 黎巴嫩     | 68%  | 22%  | 10   | 46       |
| 突尼西亞   | 63%  | 16%  | 21   | 47       |
| 奈及利亞   | 70%  | 17%  | 13   | 53       |
| 俄羅斯     | 71%  | 18%  | 11   | 53       |

| 国别           | 正面 | 负面 | 正负面差 |
| -------------- | ---- | ---- | -------- |
| 西班牙         | 15%  | 68%  | –53      |
| 美国           | 22%  | 70%  | –48      |
| 印度           | 19%  | 60%  | –41      |
| 土耳其         | 29%  | 54%  | –25      |
| 法國           | 35%  | 60%  | –25      |
| 印度尼西亞     | 28%  | 50%  | –22      |
| 英国           | 37%  | 58%  | –21      |
| 德国           | 20%  | 35%  | –15      |
| 加拿大         | 37%  | 51%  | –14      |
|                | 46%  | 47%  | –1       |
| 巴西           | 45%  | 38%  | 7        |
| 希腊           | 37%  | 25%  | 12       |
| 秘魯           | 49%  | 34%  | 15       |
| 俄羅斯         | 44%  | 23%  | 21       |
| 墨西哥         | 55%  | 26%  | 29       |
|                | 63%  | 27%  | 36       |
| 巴基斯坦       | 63%  | 12%  | 51       |
| 奈及利亞       | 83%  | 9%   | 74       |
| 中华人民共和国 | 88%  | 10%  | 78       |

| 国别       | 正面 | 负面 | 正负面差 |
| ---------- | ---- | ---- | -------- |
| 捷克       | 25%  | 69%  | –44      |
| 法國       | 21%  | 63%  | –42      |
| 盧森堡     | 24%  | 61%  | –37      |
| 德国       | 26%  | 61%  | –35      |
| 瑞典       | 31%  | 64%  | –33      |
| 義大利     | 29%  | 60%  | –31      |
| 西班牙     | 29%  | 59%  | –30      |
| 荷蘭       | 32%  | 60%  | –28      |
| 丹麦       | 32%  | 59%  | –27      |
| 比利时     | 34%  | 61%  | –27      |
| 奥地利     | 34%  | 57%  | –23      |
| 芬兰       | 36%  | 55%  | –19      |
| 馬爾他     | 30%  | 47%  | –17      |
| 斯洛維尼亞 | 41%  | 53%  | –12      |
| 波蘭       | 37%  | 48%  | –11      |
| 匈牙利     | 40%  | 50%  | –10      |
| 葡萄牙     | 36%  | 45%  | –9       |
| 斯洛伐克   | 36%  | 44%  | –8       |
| 愛爾蘭     | 39%  | 47%  | –8       |
| 希腊       | 45%  | 49%  | –4       |
| 英国       | 39%  | 41%  | –2       |
| 爱沙尼亚   | 43%  | 35%  | 8        |
| 立陶宛     | 49%  | 36%  | 13       |
|            | 54%  | 39%  | 15       |
| 保加利亚   | 47%  | 31%  | 16       |
| 羅馬尼亞   | 56%  | 34%  | 22       |
| 拉脫維亞   | 51%  | 29%  | 22       |
| 賽普勒斯   | 58%  | 27%  | 31       |

反华，又稱排华、恐华或仇华，也被稱為反中，恐中（英語：Sinophobia），一般指在國際社會中對中國人（Chinese），中國文化（Chinese culture）以及中國政府感到厭惡與排斥的狀態。因為何謂中國人，以及何謂中國，長期有著混淆不清的定義，因此在不同情境及時空脈絡下指反對、排斥、仇视或歧視海外华人、中华人民共和国公民、中华民族或中華人民共和國政府的簡要代稱。由於這兩字的實質內容取決於是「誰」（非華主流社會、反對中華人民共和國政府政體或政策人士）、反對「什麼」（中國、中國人或中華人民共和國政府），因此在不同的時空情境下有不同的反應和詮釋。
在非華人主導的社會情境下，反華一詞指的是海外華人為少数民族的情境下受到主流社會的反對、排斥、歧視、仇视或恐惧的情绪及政策，為種族主義、仇視外來移民或政治緊張關係的表現。

## 数据及背景
2013年，美国皮尤研究中心发起了一项关于反华情绪的调查，有一半的受访国家（38个国家中的19个）对中国持好感，不包括中国本身。 支持率最高的亚洲国家是马来西亚（81%）和巴基斯坦（81%）； 非洲国家肯尼亚（78%）、塞内加尔（77%）和尼日利亚（76%）； 在拉丁美洲，特别是与中国市场密切相关的国家对中国持有好感，例如委内瑞拉（71%）、巴西（65%）和智利（62%）。但在西方和其他亚洲国家，反华情绪依然存在。只有28%的德国人和意大利人以及37%的美国人对中国有好感；而在日本，只有5%的受访者对中国有好感。38个国家中有11个国家对中国的负面看法超过50%。 日本被调查为反华情绪最高的国家，93%的人对中华人民共和国持负面看法。 德国（64%）、意大利（62%）和以色列（60%）也有多数人对中国持负面看法。 德国的反华情绪大幅上升，从2006年的33%上升到2013年调查的64%，尽管德国在对华出口方面取得了成功，但这种反华情绪仍然存在。
根据2020年全球民意调查显示，在COVID-19大流行期间，对中国的好感度有所下降，11月的Ipsos民意调查显示，俄罗斯(81%)、墨西哥 (72%)、马来西亚 (68%)、秘鲁(67%) 的好感度有所下降。沙特阿拉伯（65%)最有可能相信中国未来的影响力将是积极的，而英国（19%）、加拿大（21%）、德国（24%）、澳大利亚（24%）、日本（24%）、美国（24%）和法国（24%）则与之相反。
8月份的YouGov民意调查发现，尼日利亚（70%）、泰国（64%）、墨西哥（61%）和埃及（55%）的受访者对中国在国际事务上的看法更为积极，而日本（7%）的受访者则更积极。丹麦(13%)、英国(13%)、瑞典(14%)和其他西方国家的看法最不积极。
根据2020年的民意调查，巴尔干地区的受访者普遍对中国持积极看法。 国际共和研究所2月至3月的一项调查发现，只有科索沃（75%）的受访者对该国表示负面看法，而塞尔维亚（85%）、黑山（68%）、北马其顿（56%）的受访者占多数 、波斯尼亚(52%)表示赞成。
GLOBSEC10月份的一项民意调查发现，将中国视为威胁的受访者比例最高的是捷克共和国（51%）、波兰（34%）和匈牙利（24%），而巴尔干地区则被视为威胁最小。保加利亚（3%）、塞尔维亚（13%）和北马其顿（14%）等国家。 威胁感知的原因通常与国家的经济影响力有关。
据阿拉伯晴雨表民意调查显示，阿拉伯世界对中国的看法相对积极，2021年3月至4月的数据显示，阿尔及利亚（65%）、摩洛哥（62%）、利比亚（60%）、突尼斯（59%）、伊拉克伊拉克（56%）对该国持好感，而黎巴嫩（38%）和约旦（34%）则不太好感。

## 历史
巴麦尊勋爵引发了与清朝的第一次鸦片战争。 他认为中国文化“不文明”，对中国的负面看法在他宣战的过程中发挥了重要作用。这种蔑视在第二次鸦片战争（1856-1860）期间变得越来越普遍，中国人对外国商人的多次攻击激起了国外的反华情绪。中国在第二次鸦片战争中战败后，额尔金勋爵于1860年抵达北京，为了报复，他下令洗劫并焚烧中国皇家圆明园。
1882年美国通过了《排华法案》，以应对国内日益增长的排华情绪。 它禁止所有的华工移民，并将已经在该国的华工变成二等公民。在19世纪中叶的秘鲁，华人被当作奴隶劳工，并且不被允许在秘鲁社会担任任何职务。
反华情绪在东亚也很普遍，尤其是在崛起后的日本帝国。1886年清朝海军水兵在日本长崎港引发了长崎事件，以及清朝拒绝就暴力事件道歉，进一步加剧了日本的反华情绪。

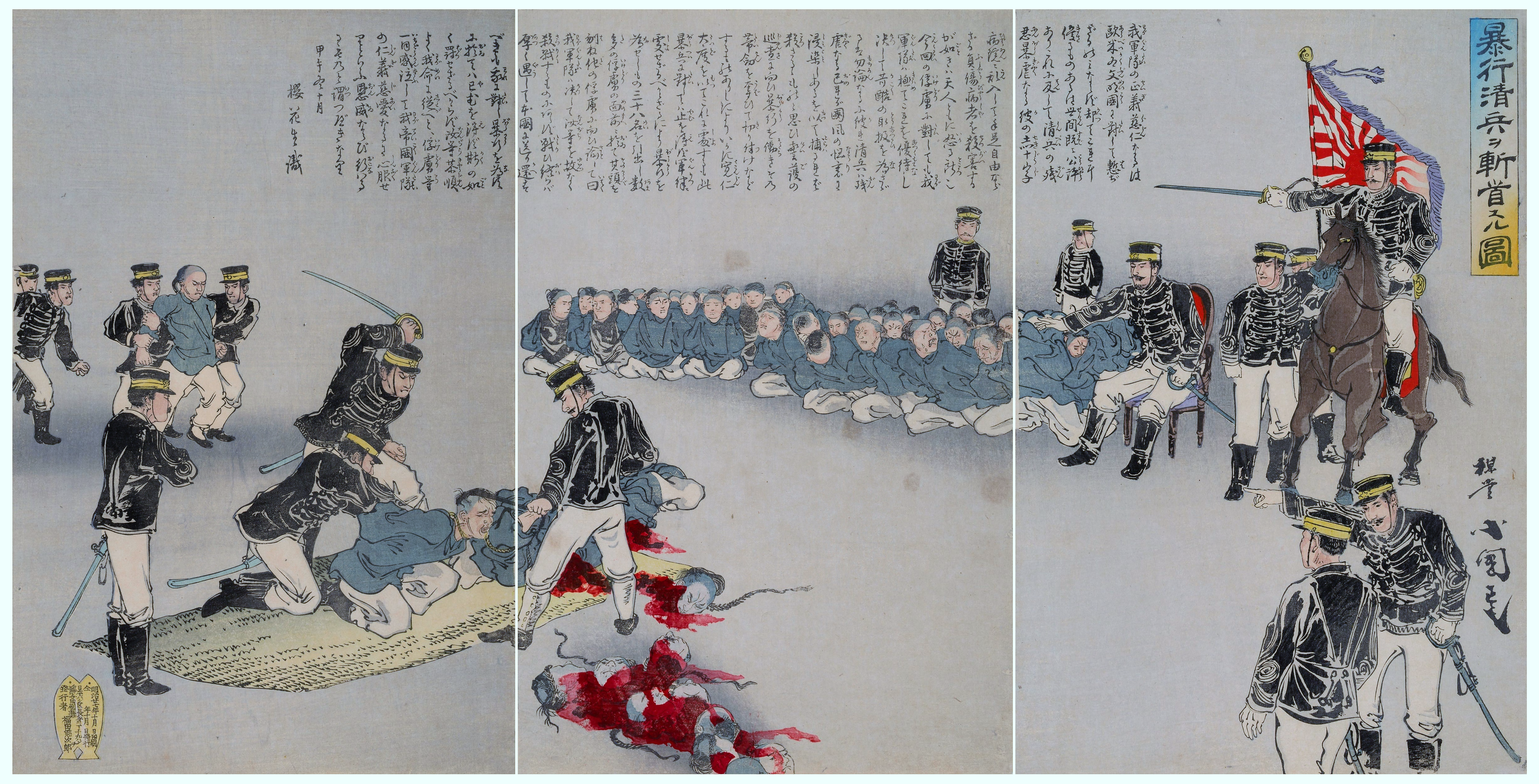
日本插图描绘了斩首中国俘虏的情景。 1894-1895年的甲午战争。

自十八世纪中叶起，中国工人就一直是伦敦码头的常客，当时他们是受东印度公司雇佣的水手，从远东进口茶叶和香料。到了1880年代，莱姆豪斯地区发展出了一个规模虽小但广为人知的华人社区，这增加了其他伦敦人的排华情绪，他们担心中国工人可能会取代他们的传统工作，因为他们愿意以比其他人低得多的工资和更长的工作时间工作。 同一行业的工人。 伦敦的华人总人口只有区区几百人——这座城市的总人口粗略估计有七百万——但本土主义情绪却高涨，1905年的《外国人法》就证明了这一点，该法案旨在保护伦敦的华人权益。 限制贫困和低技能外国工人的入境。伦敦华人也因为参与非法犯罪组织，进一步助长了仇华情绪。
1949年中华人民共和国成立后，反华情绪成为西方世界和反共国家媒体的永久焦点。从20世纪50年代到1980年代，反华情绪高涨。由于中华人民共和国出兵干预朝鲜战争（1950-1953）。直到今天，许多韩国人仍然相信是中国将韩国分裂成两个国家。
自20世纪50年代末，中苏之间的政治关系处于敌对状态，反华情绪高涨。在亚历山大·索尔仁尼琴的一封信中，阐述了所谓的“中国威胁论”，引发了保守派的地下出版物运动的反华情绪。 

## 定義

### 內涵与對象

#### 族裔
- 對有華人血統或外部特徵（如扁平面孔）的人因經濟機會及文化差距所產生的偏見、反感及排斥。有時此族裔偏見常和東亞其他國家（如日本人）混為一談。如二次世界大戰前後，澳洲的白澳政策的反日情結及美國因日本跨國企業挑戰美國汽車工業的反彈的反日情緒，都有擴及到同為亞裔的華人。

#### 政府
- 對當時中国政府或政權（如清朝、中華民國、中华人民共和国）的专制统治或當時政策持反對的政治論述。
- 在香港及台灣政治論述下，反中指的是對中华人民共和国政府或中國共產黨的政治權威或政策持的反對立場及情緒。由於香港及台灣的主流社會份子均為华人，在此論述情境下，親中人士多指這些人為反共及反中，反華一詞較少用。

#### 國際影响力
反对中國在東亞或世界的歷史影响或國際定位。
- 認為中国治世（或中式和平）以中國中心主義來維持國際或區域穩定的歷史或政策，有害於普世價值、其他國家利益或以美國主導（Pax Americana）的國際關係，如中國威脅論、中華帝國主義等反中或恐華政治論述。

#### 文明
- 因傳統中华文化或特色不符合现代價值（如男尊女卑、重視下對上的服從多於上對下的責任）而對擴及對整體华人的偏見。
- 因中华文化內涵變遷而不符合正統（如小中華思想）。

### 与反中、反中共的区别
在国际关系及中國外交政策方面，反華一詞常與反中一詞混為一談，如中华人民共和国常以「境外反華勢力」一詞，將反對中国政府政體或政策的論述劃為對中國或中华文化的反華行為。
中國近代政治史上，中國國民黨（中華民國政府）及中國共產黨都有類似的政治論述手法，將其政治對手描繪成和“外國勢力”合作來推翻其掌握的中國或中央政權。例如，中華民國政府在聯合國大會505號決議上向苏联提出控訴，指控蘇聯共產黨給予中國共產黨指導命令與金錢和武器援助損害中华民国領土主權完整。
中國國民黨在1920年代到1940年代對中國共產黨的白色恐怖的打壓政策包含對中國共產黨的共產國際的理論及實質支援，以及中國共產黨在禁法輪功後，中國共產黨及法輪功都宣稱對方為中华文化的傷害者。

## 各地区情况

### 日本

#### 戰國時代
日本戰國時代，豐臣秀吉發動朝鮮之役，希望以朝鮮半島作跳板進攻明朝，日本與中國之間陷入冷漠與文化隔閡。

#### 明治維新
日本明治維新時开始展开对外扩张政策，並在甲午戰爭戰勝清廷後，雙方簽署《馬關條約》，清廷割讓台灣、遼東半島、並佔領朝鮮半島，因此日本與中國的關係變得極差。

#### 晚近時期

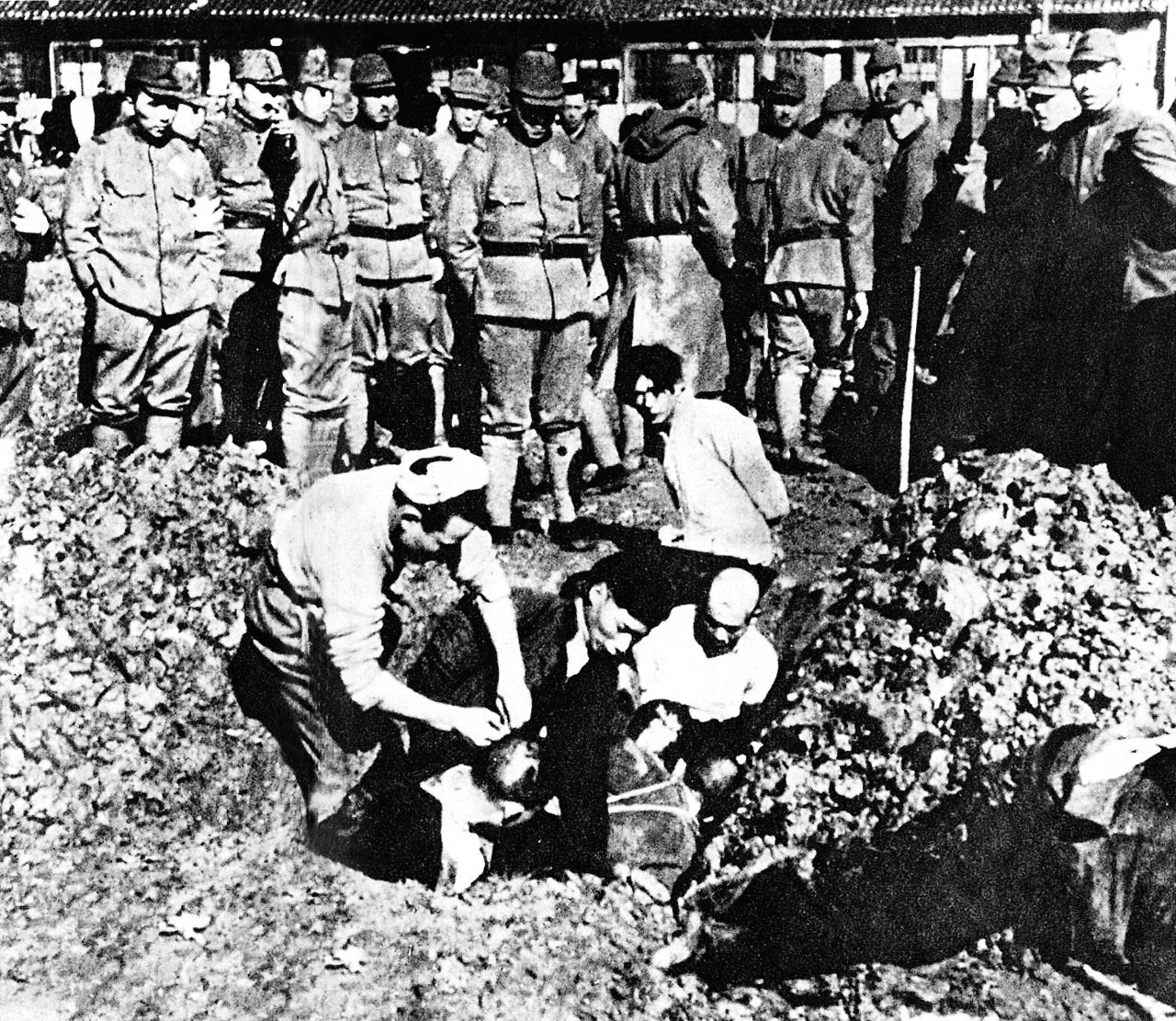
1937年南京大屠殺中，日軍強硬將中國平民押進坑中準備集體活埋。

第二次世界大戰時，日本发起了南京大屠杀，因此在二战结束之后，中国和日本之间的关系并没有立刻改善。

#### 戰後至今
1945年第二次世界大战结束后，中日关系开始逐步改善。然而自2000年以来，日本的反华情绪开始逐渐抬头。许多日本人认为，中国正在利用该国曲折的历史问题，例如日本历史教科书的争议、日军过去犯下的战争罪行以及正式参拜靖国神社（供奉着多名甲级战犯），既是一张外交牌，又是让日本成为中国国内政治替罪羊的工具。2005年春季的反日骚乱是日本公众对中国更加愤怒的另一个根源。
皮尤全球態度計劃調查也指出日本人對中國的正面評價從2002年的55%跌至2008年的14%。

### 朝鮮半島

#### 古代朝鮮
在公元7世纪，高句麗、百济和新罗与唐朝发生战争，新羅在唐朝協助下統一朝鮮半島大同江以南，同时在羅唐戰爭後唐朝成為新羅的宗主国。
在9世纪，海盗和奴隶贩子将捕捉的外国人在中国销售作为奴隶。由于这一结果，朝鲜海军将军張保皐在清海镇驻军，將中国海盗趕离朝鲜西部海岸。
在明朝时期，中国采取朝贡制度及厚往薄来的外交方法，要求珍稀动物、食品、嫔妃和太监作为贡品从进贡。
在1592年，日本侵略朝鲜，几个月内占领了半岛的许多地方。朝鲜朝廷请求，并收到来自明朝的援助，此即。

#### 日佔時期
在1931年，在万宝山發生了中国和朝鲜农民之间的纠纷。日本和朝鲜的记者對事件的報導令反中情绪進一步上升，引发了一系列反中暴动，在7月3日從仁川迅速向其他城市蔓延，遍及全個朝鮮半島。中国方面的报告是146名中國人死亡，546人受伤，并有相当数量的財產被摧毁。7月5日，平壤发生大規模的骚乱。

#### 戰後
朝鲜战争结束后，受中国出兵援助而保住政权的朝鲜金日成政府并未成为中国可靠的盟友。自中苏交恶开始，朝鲜倒向苏联一边与中国全面对抗，金氏家族公开声称中国要对其复辟历史上的“事大主义”，是“危险的敌人”、“北方边界是最危险的方向”、“可能与中国发生战争”。与中国冲突后，朝鲜政府开始结交一系列与中国关系紧张的国家和地区，包括台湾。20世纪80年代，金日成派遣副总理金达铉作为特使前往台北就双边建交事宜展开谈判。20世纪90年代苏联解体后，中俄关系全面改善并日趋紧密，朝鲜失去了其对抗中国的最大支持者，因而开始在与中国接壤的地区进行核试验，并威胁中国方面称将随时准备与台湾当局建立正式外交关系。由于中国坚持半岛无核化的立场并因此在联合国投票赞成对朝制裁决议，两国关系始终高度紧张，但由于忌惮三八线以南的美韩联军会借机向北进攻，因此未如1979年中国与越南一般爆发战争。在21世纪初，中朝兩國對高句丽归属的争执引起了两国之间的紧张关系。
在20世纪60年代，韩国法律对外国财产的所有权作出限制，而當時多数外国財產的所有权均為中国人所持有，导致许多中国人从韩国移民到台湾。
据皮尤全球态度项目，南韓人對中国的正面態度从2002年66％下降到2008年48％，而持負面观点的从2002年31％上升2008年49％。
据东亚研究所调查，對中国影响力的正面看法从2005年48.6％降至2009年38％，而负面看法則从2005年46.7％上升2008年50％。
2004年，中国政府稱曾統治東北的高句丽、古朝鮮等，都曾經是中国历史上的地方政权。在消息傳出後，韓國國內爆发大规模的骚乱，中国外交部在四月删除激怒了韩国人的內容，但拒绝在其外交部网站變更為韩国史观。许多韩国历史学家和官员认为该事件是影響兩國关系的重要轉捩點。在韩国政府和公众对中国的批評下，中国派出了新的外交部副部长武大伟到首尔承诺，妥善处置有关高句丽的历史书。
在2008年奥运火炬传递的首站首爾，6000多名中国示威者与韓國示威者冲突，而韩国司法部表示會严惩所有中國示威者，之後韩国政府提高對中国学生簽證的要求。

### 哈萨克斯坦
2018年，哈萨克斯坦发生大规模土地改革抗议活动。示威者反对向中国公司租赁土地以及中国公司和贸易商的经济主导地位。导致哈萨克斯坦仇华情绪上升的另一个问题是新疆冲突，哈萨克斯坦正在通过收容大量维吾尔分裂分子来应对这一问题。

### 台灣
自1949年第二次国共内战事实上结束以来，由于中华人民共和国多次声称不放弃以武力解决台湾问题，导致这两个华人国家和华人地区之间的关系一直十分紧张。如果台湾要寻求官方承认，就必须摆脱中华民国的现状，并台湾身份取代中华人民共和国的国民身份。这就造成了中国大陆和台湾之间的强烈分歧，并进一步加剧了两者关系的紧张。
台湾的反华情绪源于许多台湾人，特别是年轻人都选择只认同自己是「台湾人」的身分，并反对与中国大陆建立更密切的联系。台湾政界人士彭明敏表示，台湾人也认为中国大陆很落后和不文明。台湾陆委会2020年调查显示，76%的台湾人认为中国对台湾很“不友善”。

### 吉尔吉斯斯坦
在讨论中国在该国的投资时，一位吉尔吉斯斯坦农民说：“我们总是冒着被中国人殖民的风险”。
根据凯南研究所引用的2017年至2019年的调查数据显示，平均35%的吉尔吉斯受访者对中国表示负面看法，不支持率高于其他3个中亚国家的受访者。

### 蒙古
内蒙古曾经是蒙古的一部分，直到17世纪清朝征服蒙古并被中国吞并。三个世纪以来，即使在俄罗斯帝国扩张期间，蒙古也没有引起多少兴趣。随着清朝的垮台，中华民国试图收复蒙古，但随着1921年蒙古革命而失败，革命推翻了中华民国的统治；但1922年亲苏联的蒙古共产党夺取了外蒙的控制权后，有人提议张作霖的疆域（中国东北）将外蒙古纳入博格达汗和博多的管辖之下。然而，中国未能占领外蒙古（即后来的蒙古国），但成功建立了在内蒙古的统治。这因此导致内蒙古的本土蒙古族民众拒绝同化的强烈反华情绪，促使蒙古民族主义者和新纳粹团体对中国产生敌视。
最著名的骚乱之一是2011年的内蒙古骚乱，该事件中，两名蒙古人被谋杀。蒙古人传统上对中国抱有非常负面的看法。普遍的刻板印象是，中国试图破坏蒙古主权，以最终使其成为中国的一部分（中华民国声称蒙古是其领土的一部分，但并未实际控制）。 对尔里孜（蒙古语）意为的恐惧和仇恨，是对汉蒙混血儿的贬义词，是蒙古政治中的普遍现象。
埃尔利兹被视为中国旨在削弱蒙古主权的“基因污染”阴谋，对中国血统的指控被用作竞选活动中的政治武器。蒙古境内存在几个反对中国影响力的新纳粹小团体。

### 塔吉克斯坦
近年来，由于指责中国从塔吉克斯坦掠夺土地，塔吉克斯坦对中国和中国人民的不满情绪也有所增加。2013年，塔吉克斯坦人民社会民主党领导人拉赫马蒂洛·佐伊罗夫声称，中国军队深入塔吉克斯坦，违反了相关条款。

### 新加坡
为了应对国家的低出生率，新加坡政府一直在提供财政激励措施和宽松的签证政策，以吸引大量移民涌入。新加坡的华人移民从1990年的150,447人增加到2015年的448,566人，占外国人口的18%，仅次于马来西亚移民的 44%。据报道，与其他外国居民相比，新加坡对中国大陆人的仇外心理尤其严重，他们通常被视为乡巴佬，并被指责抢走了理想的工作并推高了房价。还有针对中国大陆租户的住房歧视的报道，2019 年YouGov民意调查显示，在众多接受调查的国家中，新加坡对中国游客持有偏见的比例最高。
2016年的一项研究发现，在20名新加坡华人中，45%的人认为中国移民粗鲁，但只有15% 的人总体上对中国大陆人表示负面态度。2016年针对新加坡当地人和中国大陆留学生的另一项研究发现，两组中的大多数受访者表示他们彼此之间有积极的看法，只有11%的新加坡人表示没有。

### 印度
中印邊界問題及西藏問題一直影響中印關係。自中華人民共和國及印度共和國分別成立後，中印邊界問題一直未有解決。
1962年中印战争后，印度政府對中国侨民进行调查，许多中国公民和具有中国血统的人被羁押在印度北部。
印度政府通过了印度国防部在1962年12月制定的法令，该法令规定允许“逮捕和拘留有敌对倾向的异见人士。”这一法令直接威胁到了许多居留于印度的中国公民和海外华侨的生命财产安全。在德奥利、拉贾斯坦邦，华人在未经审判的情况下就被羁押至集中营内。印度政府并未公布羁押在集中营内华人的具体数字，直到1967年。大量中国公民和华侨在被非法羁押后即被印度当局驱逐出境。他们的财产被非法剥夺和强占。此后，中国公民和华侨在印度的人身自由一直得不到保障。他们没有自由迁徙的权利，直到1990年代中期才结束。
虽然印度也参与了中国主导的亞投行等经济组织，但自边界冲突再次爆发以来，印度人对中国的负面情绪急剧增加。印度政府也大幅度压制中国企业投资，封禁了包括抖音国际版（Tik Tok）等中国互联网企业的应用程序。

### 苏联
自1953年斯大林逝世后，以赫鲁晓夫等亲美派人物为首的新领导集团因出于向西方示好的目的而彻底否定斯大林时代的一切政策，开始逐渐放弃斯大林时期形成的苏中两国间紧密的盟友关系，并视中华人民共和国为其向美国等西方国家实行妥协并走向缓和的最大障碍，命令当时的全体社会主义国家和世界各国共产党共同对中国实行排斥和打压的政策，尤其利用与中国接壤的蒙古人民共和国、朝鲜和越南作为其在军事上围堵中国的前进基地，导致长达二十余年的中苏交恶。苏联反华派的代表人物为赫鲁晓夫、勃列日涅夫、柯西金、苏斯洛夫和契尔年科等。赫鲁晓夫本人曾于1955年与西德总理阿登纳的会谈上声称“中国人是黄祸”。1982年勃列日涅夫逝世后，接任苏联最高领导人的安德罗波夫开始积极推动与中国和解，但遭到契尔年科等赫鲁晓夫和勃列日涅夫时代的旧班底打压，且其自身健康状况恶化，最终未能如愿，因此苏中关系直至1989年戈尔巴乔夫访华后才稍有缓解。
1991年苏联解体后，新成立的俄罗斯联邦政府和独联体各国彻底放弃反华政策，宣布与中国“相互视为友好国家”，开始重新恢复自斯大林时代形成的与中国的传统友好关系。1996年，俄罗斯与中国建立全面战略协作伙伴的特殊关系，两国政府多次在联合声明中规定“绝不允许任何势力利用本国领土从事反对对方的活动”，即俄罗斯有义务在其领土上维护中国方面的权威，因此俄罗斯政府一律打击反华行动和批评中国的言论，并在各种国际场合上下表达对中国外交政策的支持。与此同时，其余独联体国家亦陆续与中国建立高水平关系。2019年及2023年，哈萨克斯坦与白俄罗斯分别同中国建立永久全面战略伙伴和全天候全面战略伙伴关系，为第二个和第三个与中国建立特殊友好关系的前苏联国家。

### 越南
在越南历史里，由于在10世紀前长期被中国占领，越戰後，新的越南政府佔領南沙群島中不少島嶼，因介入柬埔寨的戰爭，中越關係急促惡化，从1978年到1979年，约45万越南華人乘船离开越南（主要是前南越民众逃离越共統治）。1979年中越戰爭爆發后又有大量越南华人逃往中国。中越戰爭的阴影一直影響中越關係。越南反华派的代表人物为黎笋、阮志清、文进勇和阮晋勇等。
与20世纪60年代后朝鲜金日成政权的反华行动相同，越南的反华行动同样受到赫鲁晓夫当政后的苏联的大力鼓动和支持。1964至1965年期间，持亲近中国立场的越南最高领导人胡志明的大部分权利在苏联的支持下被黎笋、长征和范文同组成的“三驾马车”所架空。而在整个越南战争期间及1975年初停战后的最初几年，越南的战后重建工作主要依靠中国、苏联、朝鲜和其他东欧国家的援助。中国虽然经济实力远不如苏联，且自身亦在战争中遭受严重损失，但援助越南的力度一直大大超过苏联，始终维持越南最大援助国的地位。与胡志明主政时期亲近中国的立场不同，黎笋为首的反华派起先便很少谈及中国的援助，此后则公开彻底否定接受中国支援的事实。
1976年9月16日，苏联《消息报》发表评论文章《新华社的考古学家》，称南海诸岛的某些岛屿“分别归属日本、越南、菲律宾以及其他亚洲国家”，称中国西沙考古“无视许多国家，包括越南、菲律宾、印度尼西亚和马来西亚都申明自己对这些岛屿的权利”。1982年出版的苏联科学院东方研究所的集体著作《近现代中国及其邻居》中指出：“中国继续在口头上称支持越南的领土完整和主权，却在西沙群岛挑起冲突，利用优势兵力迫使南越守卫部队撤离这些岛屿”。
苏联解体后，中俄关系恢复正常并日趋紧密，俄罗斯政府放弃偏袒越南的立场，反对南海问题国际化，要求域外国家全部撤离南中国海争议海域，不得干涉中国在这一区域的活动，并称中国为亚太地区的“稳定器”，令越南反华派不快。与此同时，越南亲华派也于20世纪90年代重新掌握大部分党政军最高权力，开始逐步恢复胡志明时代形成的与中国之间紧密而友好的关系，并对此后越南国内出现的一系列反华行动进行打压。
由于中越在西沙群岛和南沙群岛有领土争端，导致越南人有较强的反中情绪。虽然现在的越南政府已恢复并保持与中国政府的友好关系，过去的政权从西山（18世纪）到越南共和国（20世纪）都有曾针对华人的惩罚措施。这些范围包括直接屠杀、限制性排除法律和强迫同化。但是，已经重新转向亲华的越南社会主义共和国政府一律严厉打击针对中国的反中示威和批评中国的一切言论。这却导致越南反中情绪的飙升, 2007年后中国開始加強介入南海、加強對争议岛屿的管理。
在2009年的时候，越南政府给予中国铝生产商中国铝业在中部高地矿山铝土矿的权利，但与此同时，越南渔民却在西沙群岛附近海域被中国有关部门拘留。
2011年，中国海监船和越南地质调查船发生冲突，一些越南旅行社抵制前往中国旅遊或拒绝为中国公民客户服务。数百人在河内的中国大使馆抗议。
2014年，中國在南海（越南稱之為東海）設置了「海洋石油981」深水油氣田鑽井平台以探勘石油，越南军方派出军舰阻止，引發兩國船隻在海上的對峙。越南民眾發動了連串對於中國的示威與抗議，其後失控演變為對包含日韩台在內的外資企业的打、砸、搶、燒的暴力攻擊，台灣廠商首當其衝。这次排华事件的中心区是越南南方的平阳省。据记者丹尼尔谷鲁斯报道，现代越南的恐华情绪是无所不在的，其中“从学校的孩子们到政府官员，批评中国的说法很受欢迎。”谷鲁斯说: 大多数越南人不喜欢中国产品的进口和使用，认为它们品質低劣。
2018年，越南国会拟审议的关于《云屯、北云峰和富国特别经济行政单位法草案》部分内容披露，该草案计划在越南北部、中部和南部划设云屯、北云风和富国三个特别经济区，以吸引外资，并提出“允许经济特区生产和经营用地的租地期限长达99年”。尽管该草案并未提及中国，但大量越南民众通过社交媒体发动游行，反对越南政府将土地“租借给中国”。同年6月10日至11日，越南胡志明市、芽庄、河内、岘港等多地爆发大规模反华示威，并引发骚乱。越南国会6月11日表示，经讨论，决定取消草案中关于租用土地“特别情况下能使用99年的规定”。

### 古巴
与20世纪60年代后朝鲜金日成政权、蒙古泽登巴尔政权和70年代后越南黎笋政权的反华行动相同，古巴的反华行动同样受到赫鲁晓夫当政后的苏联的大力鼓动和支持。1966年持亲近中国立场的古巴二号人物格瓦拉被逼出走后，最高领导人菲德尔·卡斯特罗立即宣布全盘倒向苏联一边与中国全面对抗，直至1980年代末期才恢复正常关系。

### 馬來西亞
由于种族政治和土著政策，在1969年的骚乱之前，马来人和华人之间曾发生过多起种族冲突事件。例如，1957年乔治城百年庆典期间，种族间的敌意演变为暴力，造成数天的战斗和多人死亡，并在1959年和1964年发生了进一步的骚乱。1967年的一场骚乱，最初是为了抗议货币贬值，后来演变成种族屠杀。在新加坡，种族之间的对抗导致了1964年的种族骚乱，导致新加坡于1965年8月9日被驱逐出马来西亚。5月13日事件可能是马来西亚发生的最致命的种族骚乱，官方统计死亡人数196人（143名华人、25名马来人、13名印度人和15名其他未确定种族的人），但其他观察者的估计更高，死亡总数约为600-800人左右。
马来西亚的种族配额制度被认为是对华人（和印度）社区的歧视，有利于马来穆斯林，据报道，这造成了该国的人才外流。2015年，纳吉·阿都拉萨政党的支持者数千人在唐人街游行支持他，并威胁烧毁商店来维护马来政治权力，这引起了中国驻马来西亚大使的批评。
2019年有报道称，马来西亚华裔和马来人之间的关系“处于最低潮”，网上发布有关中国大陆不加区分地获得马来西亚公民身份的新闻。该新闻长久以来一直反复出现指责和否认的情况，并引起对立双方的争论。曾担任副首长的阿末扎希被指控的外国申请签证贿赂案也是该争论之一。2022年担任国盟內政部长韩沙再努丁公布数据表示，2018年至2022年有120万中国人在抵达大马后沒有回国。2024年担任安华政府內政部长赛夫丁纳苏迪安则否认该数据。
在COVID-19大流行期间，有社交媒体帖子声称最初的疫情爆发是对中国对待其穆斯林维吾尔族人口的“神圣报应”。
2024年10月7日，中国海军工程大学学员跟随中国人民解放军海军访问槟城钟灵独中时，因槟州政府及该校安排非同寻常的接待仪式，引起社会广泛的舆论质疑。该访問正直中国与马来西亚在南海主权仍存有衝突，在野黨國民聯盟议员及巫裔社群质疑，由华裔民主行动党议员掌握的槟州政府对于威胁国家主权的问题不夠敏感，以及批评钟灵独中让中国军人进学园。之后该校中国留学生被揭露手持中國國旗挥舞的照片流传，再次引起舆论指责这违反马来西亚《1949年国徽（展示控制）》法令。槟州政府及中央政府辩称进入校园是大学生并非军人，批评反对派抄作中国军舰停靠槟城港口，对于违反法令的指责只字不提。之后10月24日，霹雳州安顺举办的一场国际关公文化节活动上流传有中国代表在活动中挥舞中国国旗并高呼「五星红旗加油」口号，引起更广泛的质疑声浪。民主行动党议员在短时间内两次涉及中国国旗的活动，受到包括执政党成员在内的各方社群的追责。参与文化活动的中国团体及主办方也被指出违反马来西亚皇家警察发出的活动条件，同时挥舞中國國旗也再次引起舆论追咎违反《1949年国徽（展示控制）》法令。

### 柬埔寨
中国居民涌入西哈努克市的速度导致当地居民对新涌入的中国居民的恐惧和敌意增加。截至2018年，该市华人社区几乎占该镇人口的20%。

### 菲律宾
西班牙殖民者在菲律宾群岛引入了第一部反华法律。西班牙人多次屠杀或将华人驱逐出马尼拉，而华人则是逃到邦板牙省或殖民控制之外的领土，特别是苏禄苏丹国，他们反过来支持苏禄苏丹国对抗西班牙当局。中国难民不仅确保了苏禄苏丹国获得了必要的武器，而且还与他们的新同胞一起在几个世纪的摩洛冲突中对抗西班牙。
此外，西班牙和美国的种族分类将华人标记为外国人。这种“中国人”与“外国人”的关系助长了菲律宾对华裔人口的歧视；许多华人被剥夺公民身份或被视为与菲律宾民族国家相对立。 除此之外，在当地经济差距悬殊的背景下，中国人一直与财富联系在一起。 这种看法也加剧菲律宾的种族紧张局势，华裔人口被描绘成控制经济的主要政党。
中菲在南沙群岛和黄岩岛的对峙加剧了菲律宾民众的反华情绪。抵制中国产品的运动始于2012年。人们在中国大使馆前抗议，导致中国大使馆向其公民发出为期一年的菲律宾旅行警告。
在COVID-19大流行期间，学者乔纳森·科普兹·翁哀叹菲律宾社交媒体上存在大量仇恨和种族主义言论，“该国许多学者甚至记者实际上将其视为一种反华的政治抵抗形式”。

### 印尼

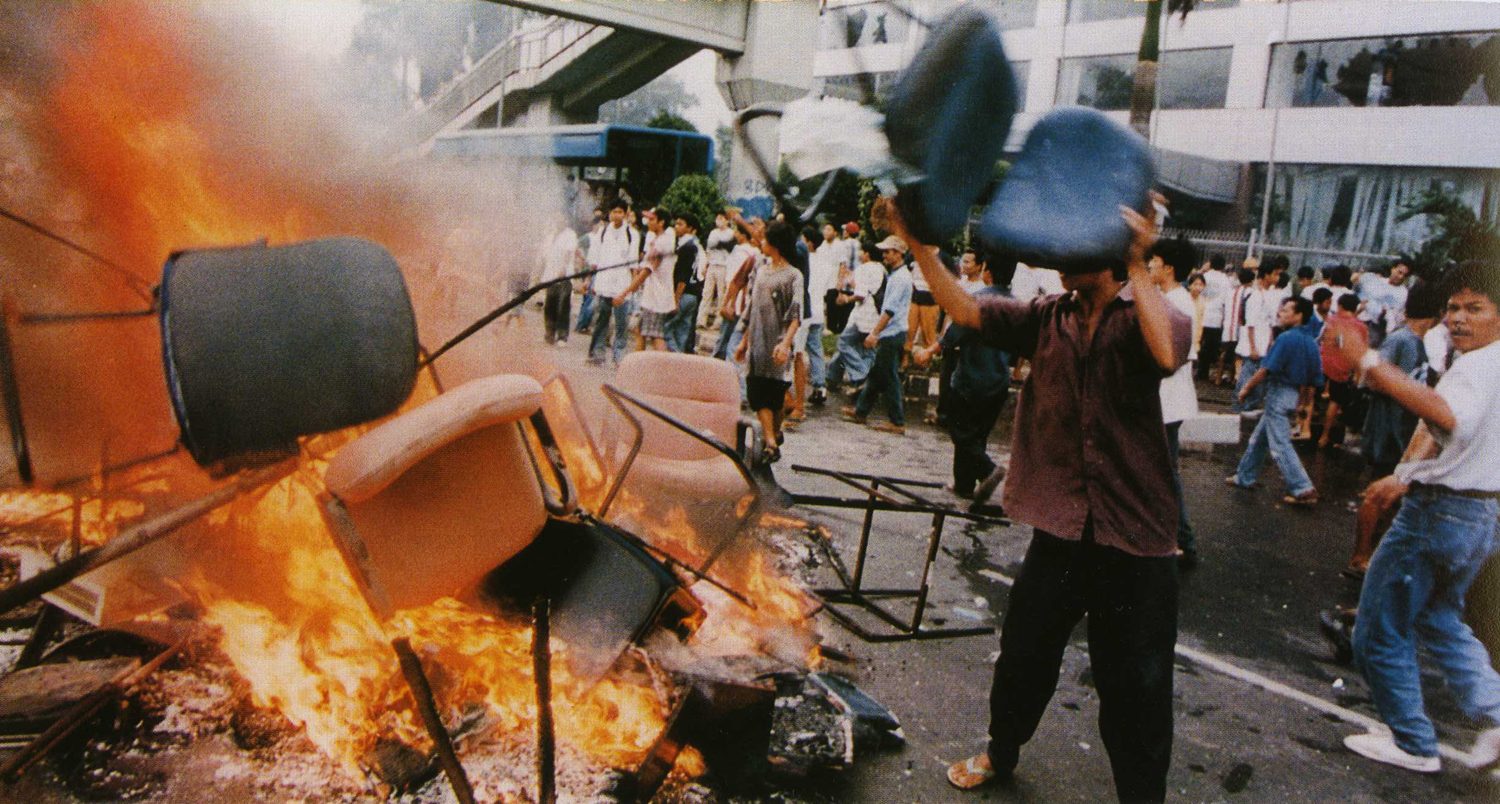
1998年5月，雅加达发生大规模骚乱，反华情绪达到顶峰。

印尼排華事件與九三〇事件，在1960年代的排華事件導致大量華人非正常死亡。
印尼有華人650多萬，絕大多數是晚清以後，從中國的福建、廣東幾次大的移民遷徙到達印尼。華人到印尼后其生活條件極其艱苦。他們先是從事捕魚業，后逐步進入商業、服務業、製造業、金融業等產業，經過幾代人含辛茹苦的奮鬥，在印尼的這些產業佔據了舉足輕重的地位。
1965年9月30日，印尼爆發「九三零事件」。印尼共產黨黨員、蘇加諾的親信、總統衛隊三營營長翁東中校發動政變，綁架並殺害了包括陸軍司令雅尼在內的六名右翼軍方領袖。時任軍隊將領的蘇哈托指責印尼共產黨暗殺政敵試圖奪權，隨即組織右翼軍人，在全國策動反共大清洗。
1967年，蘇加諾被迫辭職，蘇哈托接任總統。蘇哈托在反共清洗中，除了消滅印尼共產黨份子以外，大量華人被當作共產黨份子處決。學界普遍認為，有50萬印尼華人在此事件中喪生。
此後，蘇哈托在其統治印尼期間，堅決的反共防共。30多年來，華人被令不準講華語、不準開辦華人學校、不準使用華文姓名、華人不能進入政府體制。
此後印尼屠殺華人的排華事件又多次重演。
「黑色五月暴動」中暴徒對印尼華人的殘酷暴行震驚世界。聯合國人權委員發表聲明加以譴責，很多國家政界領導人和社會團體紛紛對印尼政府進行了強烈指責。新聞媒體進行了大量的揭露和報導。
1988年印尼排華，全家在臺逾期居留超過三十年的劉曉芬及立委陳學聖等人所描述的排華事件。
1998年5月在印尼，其中2000多人死亡的雅加達暴亂。數以萬計的華人被殺害。

### 缅甸
缅甸持续不断的内战和1967年针对华人社区的骚乱激怒了中国，导致中国向缅甸的民族和政治叛乱分子提供武装。对中国投资的不满及其对自然资源的开采也阻碍了中缅关系。在缅甸的华人也受到缅甸媒体和流行文化中的歧视性法律和言论的影响。

### 泰国
泰国（1939年以前称暹罗）在历史上一直被视为对华友好的国家，因为中暹关系密切，泰国人口中很大一部分是华裔，泰国华人已融入泰国主流社会。然而，到了20世纪，披文·颂堪发起了一场大规模的泰国化，包括压迫泰国华人，限制中华文化，禁止教授汉语，强迫泰国华人接受泰语。普拉克痴迷于制定泛泰民族主义议程，引起了将领们的不满（当时大多数泰国将领都有潮州背景），直到他于1944年被免职。
随着2013年中国游客的增加，对中国大陆人的敌意也随之增加。泰国新闻和社交媒体上有关部分中国游客不当行为的帖子也使情况变得更糟。尽管如此，两份报告表明，仍有一些泰国人对中国游客抱有积极的印象。

### 阿富汗
据《外交家》2014年报道，新疆冲突加剧了阿富汗的反华情绪。盖洛普国际2020年对44个国家进行的一项民意调查发现，46%的阿富汗人认为中国的外交政策会破坏世界稳定.而有 48%的人认为中国的外交政策会稳定世界。

### 尼泊尔
中国媒体CGTN发布了一条有关珠穆朗玛峰的推文，用藏语称其为珠穆朗玛峰，并称它位于中国西藏自治区，这引起了尼泊尔和印度推特用户的不满，他们在推特上表示，中国正试图从中国手中夺取这座珠穆朗玛峰。CGTN随后更正了该推文，称其位于中尼边境。

### 不丹
不丹和中国之间的关系历来紧张，过去的事件导致了该国国内的反华情绪。1959年中国政府摧毁西藏的藏传佛教机构，引发了该国的反华情绪。1960年，中华人民共和国在《中国简史》中出版了一张地图，将不丹的大部分描绘为“中国的史前王国”，并发表声明，声称不丹人“在西藏形成一个统一的家庭”，“他们必须再次团结起来并教导共产主义学说”。不丹则是关闭了与中国的边境、贸易和所有外交联系。不丹与中国尚未建立外交关系。印度对不丹的强大影响力阻碍了两国改善关系的努力。

### 斯里兰卡
有人抗议斯里兰卡允许中国建设港口和工业区，这将需要驱逐汉班托塔周围的数千名村民。汉班托塔港的项目导致当地抗议者担心该地区将成为“中国殖民地”。支持者与佛教僧侣领导的反对派抗议者发生冲突。

### 巴布亚新几内亚
2009年5月，巴布亚新几内亚骚乱期间，首都莫尔兹比港的中资企业遭到犯罪团伙的抢劫，据报道该国反华情绪高涨。人们担心这些骚乱将迫使许多中国企业家离开这个南太平洋国家，这势必会对失业率高达80%的贫困经济造成进一步损害。据报道，数千人参与了骚乱。

### 汤加
2000年，汤加努库努库贵族图伊瓦卡诺禁止中国商店进入他所在的汤加努库努库区。此前，其他店主抱怨当地华人的竞争。2001年，汤加华人社区（人口约三四千人）遭遇种族主义袭击浪潮。汤加政府没有为600多名华人店主续签工作许可证，并承认决定是为了回应“对店主数量不断增加的普遍愤怒”。
2006年，暴徒破坏了首都努库阿洛法华人拥有的商店。

### 所罗门群岛
2006年，霍尼亚拉的唐人街在一场有争议的选举后遭到骚乱者抢劫和焚烧。华裔商人被错误地指责为贿赂所罗门群岛议会成员。台湾政府支持当时所罗门群岛的现任政府。华商主要是来自中国大陆的小商人，对地方政治不感兴趣。

### 以色列
以色列和中国有着稳定的关系，2018年的一项调查显示，一部分以色列人对中国文化和人民持积极看法。历史上，中国曾对二战期间逃离欧洲的犹太难民提供过支持。在中国，犹太人因其成功的融入而受到赞誉，许多犹太难民为毛泽东政府提供建议，并领导中国的卫生服务和基础设施的发展。
近年来，在中共总书记习近平的领导下，以及中国民族主义的兴起，早期中国共产党与犹太人社区之间的密切关系受到了阻碍。自2016年以来，犹太人受到监控，以色列媒体广泛报道了这一事件。这在以色列引发了一些仇华情绪，鉴于中国对犹太人的持续镇压，以色列民族主义者将中国视为专制独裁政权。

### 土耳其
2015年7月4日，约2000名与土耳其民族主义运动党有联系的灰狼组织的土耳其极端民族主义者抗议中国所谓的新疆禁食禁令，在伊斯坦布尔错误地袭击了韩国游客，这导致中国向前往土耳其的公民发出旅行警告。民族主义运动党领导人德夫莱特·巴切利表示，土耳其青年对韩国游客的袭击是“可以理解的”，他对土耳其报纸《Hurriyet》表示：“韩国人和中国人有什么区别？他们该如何区分？”。
2015年，一家中餐馆的一名维吾尔族员工遭到与土耳其灰狼组织有关的抗议者袭击。据报道，其他中国公民也遭到过袭击。
根据2018年11月的印度卢比民意调查，46% 的土耳其人对中国持积极态度，而2015年这一比例还不到 20%。另有62%的人认为与中国建立牢固的贸易关系很重要。

### 叙利亚
尽管反华情绪在叙利亚并不普遍，但叙利亚反对派指责中国支持巴沙尔·阿萨德政府，因为中国否决了谴责阿萨德涉嫌战争罪的联合国决议；叙利亚反对派和黎巴嫩民族主义者焚烧了中国国旗作为回应。

### 西方世界

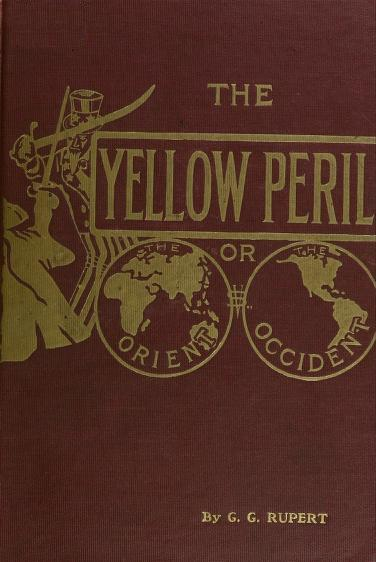
G.G.鲁珀特的《黄祸》第三版的封面，描绘了山姆大叔与一位典型的辫子中国武士的剑战

在西方人的想象中，中国以多种不同的方式被描绘成一个存在了多个世纪、人口众多的文明国家。然而，由于西方的反共主义意识形态以及中国侵犯人权的报道，内战后中华人民共和国的崛起极大地改变了人们对中国的看法，从相对积极的态度转为消极的态度。
20世纪西方世界存在多项反华政策，包括《排华法案》、《1923年华人移民法案》、反华分区法和限制性契约、理查德·塞登政策和白澳大利亚政策。

### 澳大利亚

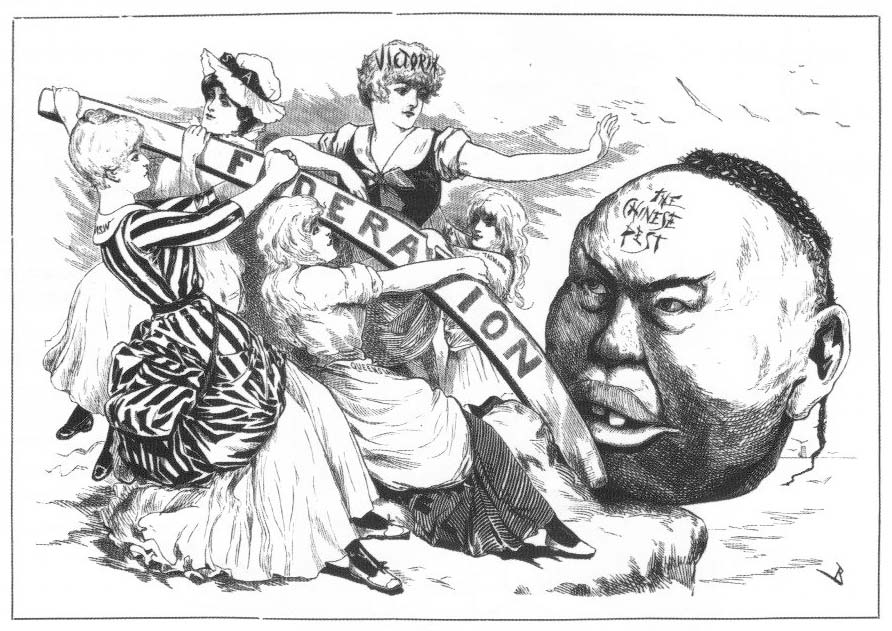
白澳政策源于反华情绪的增长，该情绪在19世纪末和20世纪初达到顶峰。图为：墨尔本潘趣酒（约1888年5月）

华人积极参与澳大利亚的政治和社会生活。华人社区领袖抗议歧视性的立法和态度，尽管1901年通过了《移民限制法》，澳大利亚各地的华人社区仍然参加了澳大利亚联邦的游行示威活动。
澳大利亚的华人社区总体上是和平、勤劳的，但由于文化和传统的差异，怨恨情绪也随之爆发。在19世纪中叶，澳大利亚和新西兰使用“肮脏、疾病缠身、昆虫般”等术语来形容中国人。
1855年，维多利亚州通过了人头税，以限制华人移民。新南威尔士州、昆士兰州和西澳大利亚州也紧随其后。此类立法没有区分入籍的英国公民、澳大利亚出生的和中国出生的个人。维多利亚州和新南威尔士州的税收于1860年代被废除。
1870年代和1880年代，日益壮大的工会运动开始了一系列针对外国劳工的抗议活动。他们认为，亚洲人和中国人夺走了白人的工作，以“低于标准”的工资工作，降低工作条件，并拒绝加入工会。对这些论点的反对主要来自农村地区富裕的土地所有者。有人认为，如果没有亚洲人在北领地和昆士兰州的热带地区工作，该地区将不能得到发展。1875年至1888年间，所有的澳大利亚殖民地都颁布了立法，应对进一步的中国移民。
1888年，在抗议和罢工行动之后，殖民地间会议同意恢复并加强对华人移民的限制。这为 1901年移民限制法案奠定了基础，也为白澳政策奠定了基础，白澳政策虽然随着时间的推移而有所放松，但直到1970年代初才被完全放弃。
奇夫利政府的《1945年达尔文土地征用法案》强制征用了北领地首府达尔文市华人拥有的53英亩（21公顷）土地，导致当地唐人街的终结。两年前，该领地行政长官奥布里·阿博特写信给内政部部长约瑟夫·卡罗德斯，建议采取强制征用和将土地转为租赁权相结合的方式，以“消除达尔文所遭受的不良影响”。 过去的事情太多了”，并表示他希望“完全防止华人区再次形成”。 他进一步指出，“如果从前中国居民手中收购土地，他们实际上没有必要返回，因为他们没有其他资产”。 该地区的平民大部分在战争期间被疏散，前唐人街居民返回后发现他们的家园和企业变成了废墟。
澳大利亚已经报告了许多与仇华情绪有关的案件。2013年2月，一支中国足球队报道了他们在澳大利亚国庆日遭受的种族主义。
墨尔本和悉尼招收中国学生的大学里出现了大量种族主义反华涂鸦和海报。2017年7月和8月，莫纳什大学和墨尔本大学周围贴满了充满仇恨的海报，用普通话写着中国学生不准进入校园，否则将面临驱逐出境，同时还写着“杀死中国人”的涂鸦。悉尼大学发现了饰有纳粹党徽。亲纳粹的白人至上主义组织AntipodeanFreedom声称对推特上的海报负责。该组织的网站包含反华诽谤和纳粹图像。

### 加拿大
1850年代，大批华人移民在淘金热期间来到不列颠哥伦比亚省。他们将该地区称为金山。 从1858年开始，中国“苦力”被带到加拿大，在矿山和加拿大太平洋铁路上工作。然而，法律剥夺了他们的公民权，包括投票权，并且在1880年代，实行“人头税”以限制来自中国的移民。1907年，温哥华发生了一场针对华人和日本企业的骚乱。1923年，联邦政府通过了《华人移民法》，俗称《排华法案》，除“特殊情况”外，禁止进一步的华人移民。1947年，《排华法案》被废除，同年加拿大华人获得了投票权。但对于来自亚洲的移民的限制将继续存在，直到1967年废除对加拿大移民的所有种族限制，加拿大采用了现行的基于积分的移民制度。2006年6月22日，斯蒂芬·哈珀总理就华人移民曾经缴纳的人头税提出道歉和赔偿。幸存者或其配偶获得了约20,000加元的赔偿。
对中国市场需求导致房地产价格极度扭曲的指控加剧了加拿大的反华情绪，据称迫使当地人退出市场。

### 俄罗斯
随着苏联解体，俄罗斯继承了苏联与中国在西伯利亚和远东地区长期存在的领土争端，这些争端于2004年得到解决。俄罗斯和中国不再有领土争端，然而，人们也担心中国移民会占领人口稀少的俄罗斯地区的人口结构。但在1999年美国轰炸塞尔维亚（中国大使馆被炸弹击中）之后，两国变得越来越友好，并且在针对西方的外交政策上变得越来越团结。
2019年对俄罗斯网民的一项调查显示，与研究中的许多其他民族和族裔群体相比，在真诚、信任和热情方面，中国人并没有被特别负面或正面地看待。中欧亚洲研究所2020年10月的一项民意调查发现，尽管59.5%的俄罗斯受访者对中国持积极态度（高于其他11个受访地区），但57%的受访者认为中国企业在俄罗斯远东地区不同程度地对当地环境构成威胁。

### 乌克兰
2022年俄罗斯入侵乌克兰期间，中国社交媒体上出现了一波针对乌克兰女性的沙文主义言论，引发了针对中国及其在乌克兰的中国公民的强烈抵制。
中国社交媒体的打压、网民的沙文主义和亲俄社交媒体评论，以及俄罗斯入侵乌克兰期间中国政府媒体明显的亲俄立场，导致乌克兰反华情绪加剧，在乌克兰的中国公民面临困境。 作为回应，中国驻基辅大使馆最初鼓励公民在离开乌克兰时在汽车上悬挂中国国旗以求保护，但很快敦促他们不要表明自己的身份或展示任何民族身份的标志。在2023年拉祖姆科夫中心民意调查中，60%的乌克兰人对中国持负面看法，高于2019年的14%。

### 捷克共和国
由于捷克与台湾关系密切，反华情绪出现新增长，并导致捷克与中华人民共和国的关系恶化。捷克政界人士要求中国撤换驻捷克大使，并批评中国政府所谓对捷克的中国威胁论，进一步恶化了中国在捷克的形象。

### 法国
在法国，针对华人的系统性种族主义由来已久，许多人将他们视为容易犯罪的目标。因此，法国华裔人口成为种族主义和罪犯的常见受害者，其中包括袭击、抢劫和谋杀；中国企业被抢劫和破坏很常见。法国反华种族主义事件不断增多；许多中国人希望得到法国政府的更多支持。2016年9月，至少15,000名中国人参加了巴黎的反亚裔种族主义抗议活动。
法国农民对中国投资者购买法国大量优质农业用地感到不满。蒙田研究所2018年的一项调查显示，人们对中国在法国投资的看法比中国赴法旅游更负面，50%的受访者对前者持负面看法。43%的法国人将中国视为经济威胁，这一观点在老年人和右翼人士中很常见，40%的法国人将中国视为技术威胁。
2017年有报道称，巴黎人对中国游客存在一些负面情绪，但其他调查也表明，对华人的看法并不比其他一些群体更糟。

### 德国
2016年，前欧盟数字经济与社会委员冈瑟·厄廷格在汉堡向高管发表讲话时，用贬义词称呼中国人，包括“狡猾的狗”，并连续多日拒绝道歉。两项调查表明，有一定比例的德国人对中国游客持负面看法，但也并不像看待其他少数群体那么糟糕。

### 意大利
尽管两国历史上关系友好，甚至马可·波罗也曾访问过中国，但义和团运动期间，意大利是八国联军的成员，因此意大利出现了反华情绪。意大利军队抢劫、焚烧、偷窃了大量中国商品，其中许多至今仍陈列在意大利博物馆中。
2010年，据报道，在意大利普拉托镇，许多中国人在血汗工厂般的条件下工作，这违反了欧洲法律，而且许多中国企业不纳税。在意大利的中资企业生产的纺织产品被贴上“意大利制造”的标签，但其中一些企业的降本增产做法让当地企业无法与之竞争。由于这些做法，2009年的市政选举导致当地居民投票支持北方联盟，这是一个以反移民立场闻名的政党。

### 新西兰
1800年代，新西兰鼓励中国公民移民，因为在白人劳动力短缺的时期，他们需要从事农业工作。外国劳工的到来遭到敌视，并形成反华移民团体，如反华联盟、反亚细亚联盟、反华协会、白新西兰联盟等。官方的歧视始于1881年的《华人移民法案》，该法案限制华人移民新西兰，并将中国公民排除在主要工作岗位之外。到20世纪中叶，反华情绪有所下降，但最近，人们认为中国移民推高了房价，反华情绪进一步加剧。如今，新西兰的反华情绪主要集中在房价问题上。有报道称，“一半的新西兰人认为，亚洲移民正在以不良的方式改变这个国家。” 在新西兰有相当多的亚洲人表达了反华情绪，将其归因于内在的自我仇恨。
新西兰对华人的态度被认为相当消极，一些华人仍然被认为在该国不太受尊重。

### 葡萄牙
16世纪，欧洲与中国之间海上贸易的增加导致葡萄牙商人来到中国，然而葡萄牙的军事野心以及对中国干预和残暴的恐惧导致了葡萄牙的仇华情绪增长。被中国当局关押的葡萄牙耶稣会传教士加利奥特·佩雷拉声称，中国的“棍棒”司法待遇惨不忍睹，如同人肉一样，成为后来葡萄牙反华情绪的根源；随着明朝征服马六甲后对葡萄牙商人的残酷待遇，仇华情绪在葡萄牙蔓延，并广泛流行，直到第一次鸦片战争，清朝被迫将澳门割让给葡萄牙。

### 西班牙
西班牙第五电视台曾多次播放有关辱华节目。2013年4月，该电视台女主播艾达·尼扎制作的节目称，中餐馆的咕咾肉原料是用中国人的尸体肉制成、中餐馆极其不卫生、厨房里连垃圾桶都没有等。该节目引发在西华人愤怒，华人团体多次与西班牙第五电视台交涉，侨民组织发起抗议活动，很多华人到“电视五台”门前静坐示威。
2013年12月31日晚，西班牙第五电视台在一档小品中，一个西班牙人扮装的华人跑堂遭到丑化，华人跑堂表情古怪、痴傻、夸张，动作卑贱、轻浮、无厘头，如耸肩，猫腰地接待客人，拍打女顾客的屁股，在客人面前竖着兰花指，上串下跳般蹦到椅子上，学鸭子叫和学猫叫等等。在表演过程中，其他角色两次公开对着华人跑堂叫骂“（这个中国人是个蠢货）”。
2014年年初，在马德里市中心五月二日广场周围的街头上出现大量有关华人的涂鸦，当中的华人头戴尖顶斗笠，呲着两颗门牙，细眼上挑。涂鸦的作者还在网上发文说“旅西华人是一个蒙昧的群体”。
2014年5月，西班牙第五电视台一档节目中出现西班牙人酒吧禁止华人入内的场景，该酒吧在店内有块牌子，上面写着“中国人和狗不得入内”。
2015年年底上映的西班牙电影《安娜·弗里茨的尸体》中，两名演员对着两名华人女孩说了一些不堪入目的言论，如认为中国女人是平胸，中国女人长得丑等。该镜头引发争议。
中欧亚洲研究所2020年的一项民意调查发现，尽管西班牙人在COVID-19大流行期间对中国的看法不断恶化，但这并不适用于中国公民，大多数受访者对中国游客、学生和中国公民的看法持积极态度。

### 瑞典
2018年，一个中国家庭被从斯德哥尔摩的一家旅馆带走，引发中国和瑞典瑞典之间发生外交争端。中国指责瑞典警方的虐待行为，而斯德哥尔摩首席检察官选择不调查这一事件。后来《瑞典新闻报》播出了一个喜剧短剧，嘲笑中国游客并包含了对华人的种族刻板印象。制片人将该短剧上传到优酷后，在中国社交媒体上引起了愤怒的种族主义指控，一位瑞典裔中国学者给《新闻日报》的编辑信中表示反对，号召中国公民抵制瑞典。第二年，该短剧的主持人被瑞典报纸评为“年度斯堪尼亚”。
据报道，出生于中国的瑞典公民、书商桂民海被中国当局逮捕，导致瑞典三个反对党呼吁驱逐被指控的中国驻瑞典大使桂从友，两国关系进一步恶化。由于关系恶化，瑞典多个城市于2020年2月切断了与中国城市的联系。2020年5月，瑞典以中国政府干预教育事务为由，决定关闭该国所有孔子学院。一些在瑞典的华人也报告称，在COVID-19大流行期间，对华人的污名化现象有所增加。2021年的YouGov民意调查显示，77% 的瑞典受访者表示对中国有负面看法，除了伊朗和沙特阿拉伯之外，没有其他国家在瑞典有更负面的看法。

### 英国
2016年，有15%的华裔报告遭受种族骚扰，这一比例在英国所有少数民族中是最高的。华人社区一直是种族歧视，袭击和谋杀行为的受害者。英国也缺乏有关反华歧视的报道，特别是针对英国华人的暴力行为。
"chink"这个种族歧视词经常被用来针对华人社区，前英国独立党领袖奈杰尔·法拉奇表示，这个词被很多人使用；维冈竞技队前老板戴夫·惠兰因在接受采访时使用该术语而被英足总罚款5万英镑并禁赛六周；克里·史密斯在被报道使用类似语言后辞去了选举候选人的职务。
杜伦大学的加里·克雷格教授对英国华人进行了研究，得出的结论是，针对华人社区的仇恨犯罪正在变得越来越严重，并补充说，英国华人所经历的种族暴力或骚扰“或许比英国任何其他少数群体还要严重，但他们受害的真实程度常常被忽视，因为受害者不愿意举报。官方的受害者统计数据将华人归入一个囊括所有种族的群体，这使人们很难得知针对华人社区的罪行。

### 美國

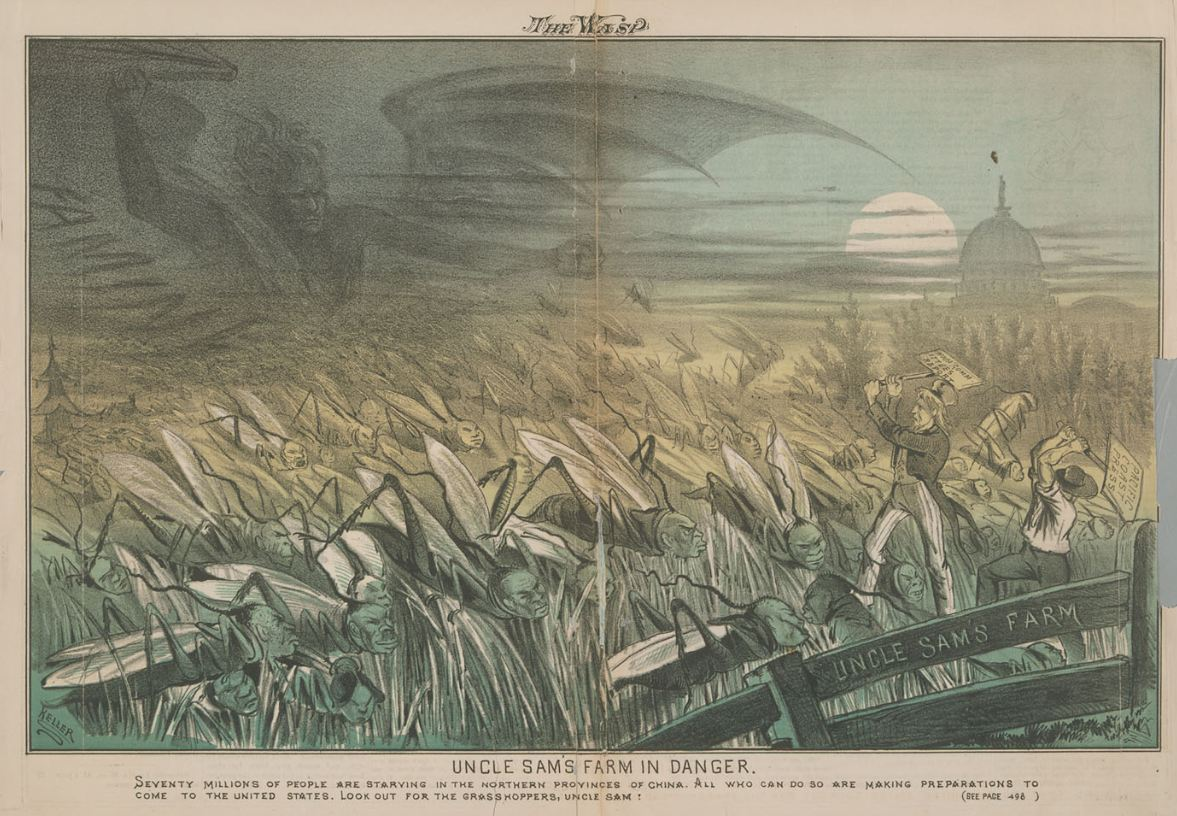
1878年的画作，其中华裔移民被描述为侵入山姆大叔农田躲避丁戊奇荒的蝗虫

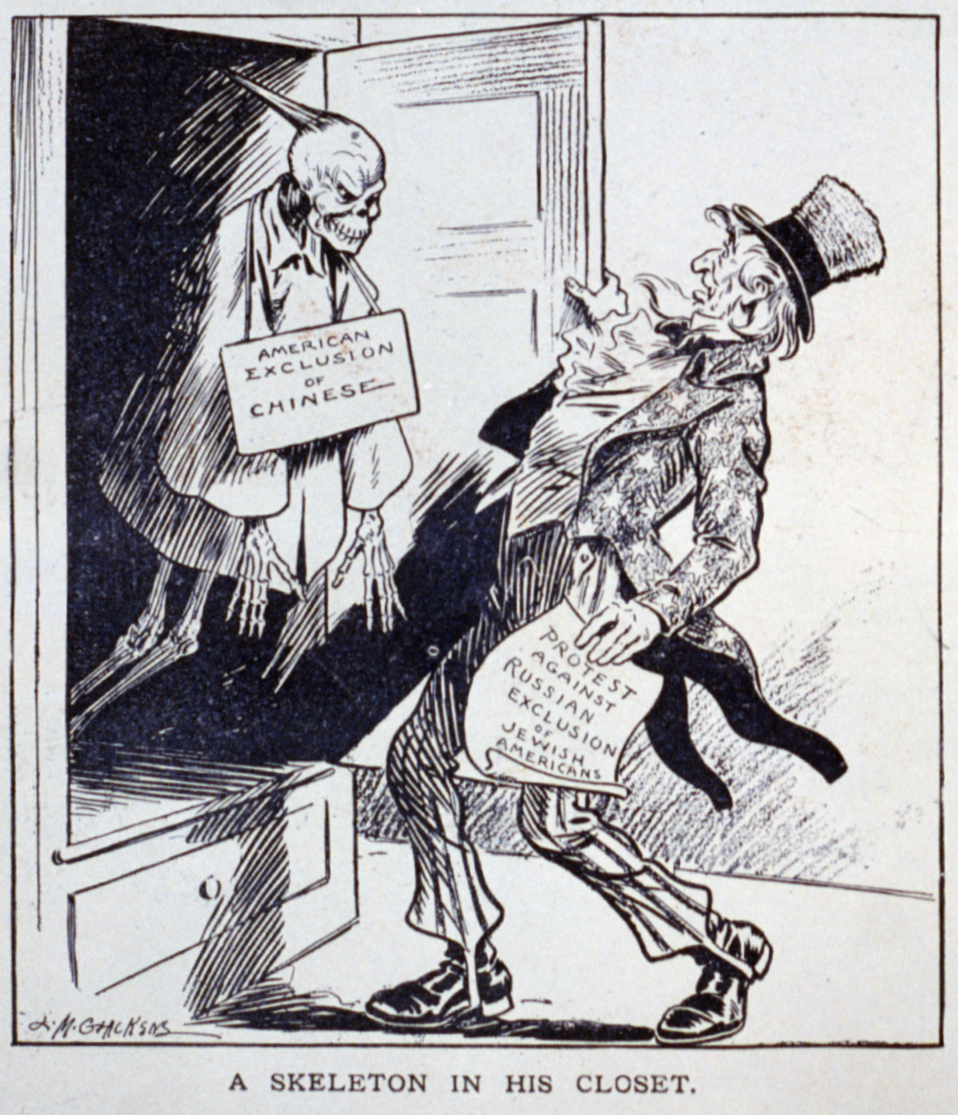
一幅政治漫画，批评美国不顾排华法案而抗议俄罗斯帝国的反犹太大屠杀

在美國，辱罵華裔美國人是「Chinaman」、「豬」、「狗」、「Chink」等字眼，對華人說幼稚或無知，屬於美國的反華情緒。

#### 屠殺
1871年，移民洛杉磯的19名華人遭白人殺害。

#### 排华法案
1880年，《排華法案》正式簽訂，是美國最嚴厲甚至苛刻的法律規定。法律規定禁止華人移民美國。該法案已於1943年被《马格努森法案》廢止。

#### 新冠后续
在新冠疫情发生后，许多国家的领导人和官员发表了针对华裔的仇恨言论，导致针对华裔和亚裔的歧视和暴力行为加剧。

#### 侵犯公民權利
1982年，美籍華人陳果仁（英語：Vincent Jen Chin）遭克萊斯勒公司車間主管羅納德·艾班斯及其繼子邁克爾·尼茲用棒球棍打死，兩名行兇者在庭上認罪，卻被法官輕判。這起案件引起全美華裔族群的不滿和抗議，案件焦點從一起謀殺案轉變成對公民權利的侵犯，在華裔美國人爭取身份認同和公正待遇的社會運動中，具有特殊的意義。
从19世纪加州的淘金热开始，美国尤其是西海岸各州输入了大量的中国劳工。雇主们相信华人是“可靠”的工人，因为即使在恶劣的条件下，他们也会毫无怨言地工作。中国劳工在美国遭遇了相当大的偏见，特别是在白人社会中，中国的“苦力”被政客和劳工领袖当作工资待遇差的替罪羊。针对华人的人身攻击案件包括1871年洛杉矶华人大屠杀。1909年纽约的埃尔西·西格尔谋杀案被怀疑是一名华人凶手，事件被归咎于全体华人，并导致了针对华人的暴力行为。“埃尔西·西格尔的谋杀案立即占据了报纸的头版，这些报纸将华人男性描绘成对“无辜”和“善良”的年轻白人女性构成危险。这起谋杀案导致全美对华人的骚扰事件激增。
在塞缪尔·冈珀斯等人的领导下，新兴的美国工会也采取了直言不讳的反华立场，将华工视为白人劳工的竞争对手。直到国际工会IWW的出现，工会才开始接受中国工人作为美国工人阶级的一部分。在1870年代和1880年代，针对华人采取了各种法律歧视措施。特别是1882年的《排华法案》，旨在限制更多来自中国的移民。尽管这些法律后来被1943年的《排华废除法案》废除。
2008年4月，美国有线电视新闻网(CNN) 的杰克·卡弗蒂评论道：“我们继续进口带有含铅油漆的垃圾和有毒的宠物食品……所以我认为我们与中国的关系肯定已经发生了变化。我认为他们过去50年来一直都是一群暴徒。” 至少1,500名华裔美国人在CNN好莱坞办事处外抗议，而亚特兰大的CNN总部也发生了类似的抗议活动。
在2010年美国大选中，两大政党的负面广告都集中在候选人所谓支持的对华自由贸易上，杨杰夫批评这些候选人宣扬反华仇外心理。一些有关反华的库存图像实际上是旧金山唐人街的。这些广告包括反政府浪费组织制作的一则名为“中国教授”的广告，该广告描绘了中国在2030年征服西方的情景，以及国会议员扎克·斯派斯攻击其对手支持北美自由贸易协定(NAFTA)的广告，该广告声称这是造成这些协定的原因是将工作外包给中国。
2013年10月，在《Jimmy Kimmel Live!》的短剧中开玩笑地建议美国可以通过“杀死所有中国人”来解决债务问题。
美国第45任总统唐纳德·特朗普被指控在2016年总统竞选期间宣扬仇华情绪。随后他对中国商品征收贸易关税，这被视为贸易战和反华行为。中美关系恶化导致美国反华情绪高涨。
皮尤研究中心2022年4月发布的民意调查显示，82%的美国人对中国持负面看法，其中40%的人对中国持非常负面的看法。但越来越多的美国人将中国视为竞争对手，而不是敌人。62%的人将中国视为竞争对手，25%的人将中国视为敌人，10%的人将中国视为合作伙伴。在2022年1月，只有54%的人认为中国是竞争对手，35%的人认为中国是敌人，与去年的调查比例几乎相同。
人们注意到，美国对中国的报道存在负面偏见。许多美国人，包括在美国出生的华人，也一直对中国大陆抱有偏见，包括认为华人粗鲁和插队，但有消息来源与这些刻板印象相反。不过，2019年的一项调查显示，一些美国人仍然对中国赴美游客持积极看法。
皮尤研究中心2021年3月的一项民意调查表示，55% 的美国受访者支持限制在该国学习的中国留学生数量。
近年来，美国歧视华人的法律有所增加。例如2023年，佛罗里达州出台了一项法律，禁止中国公民在该州拥有财产，该法律与1882年的《排华法案》类似。

### 阿根廷
自20世纪90年代以来，阿根廷出现了大批来自中国的移民潮，移民主要来自福建省。中国人在阿根廷从事的主要业务是杂货店，他们曾多次被指控在夜间给冰箱里的生鲜产品断电以支付更便宜的电费。2001年阿根廷经济危机引发的骚乱期间，多家华人超市遭到袭击。

### 巴西
中国在巴西的投资也很大程度上受到了反华负面印象的影响。

### 墨西哥
墨西哥的反华情绪最早出现在1880年代。与当时大多数西方国家类似，中国移民以及大量的商品倾销令许多墨西哥人感到恐惧。针对华人的暴力事件发生在索诺拉州、下加利福尼亚州和科阿韦拉州，最著名的是托雷翁大屠杀，但也有人认为墨西哥与其他西方国家的反华情况不同。

### 秘鲁
由于秘鲁需要军队和劳动力，而秘鲁又是19世纪中国奴隶的热门目的地。然而，由于华工在秘鲁受到虐待以及反华歧视，华工与秘鲁业主之间的关系一直紧张。
由于中国在19世纪的硝石战争期间支持智利，秘鲁与中国的关系在战后变得日益紧张。战后，武装的土著农民洗劫并占领了中部山脉的克里奥尔土地精英“通敌者”的庄园，大多数是华人，而土著和混血秘鲁人则谋杀了利马的华人店主；秘鲁人为了应对中国苦力的起义，甚至加入了智利军队。
即使在20世纪，中国对智利的支持的记忆仍然深刻，以至于秘鲁独裁者曼努埃尔·奥德里亚颁布了禁止中国移民的禁令，作为对他们背叛的惩罚。

### 非洲
反华民粹主义在一些非洲国家兴起。据报道，在非洲大陆的一些地区，中国工人和企业主遭到当地人的袭击。在新冠肺炎(COVID-19)疫情期间，广州非洲人遭到驱逐、歧视和其他虐待，来自不同非洲国家的外交官写了一封信，表达了他们对其公民所受待遇的不满。

### 肯尼亚
在中国承包商建设基础设施的肯尼亚地区，当地年轻人的反华情绪有所增加，他们攻击中国合同工，指责中国人剥夺当地工人的就业机会。
然而，香港科技大学和香港理工大学的研究人员调查发现，在40多个非洲国家的400个中国企业和项目中，超过五分之四的员工是当地人。

### 加纳
2012年，加纳一名16岁的中国非法矿工在试图逃脱逮捕时被枪杀，这一事件导致中国矿工随后开始武装自己。

### 赞比亚
2006年，赞比亚反华爱国阵线在选举中失败后，中国企业成为愤怒人群的骚乱目标。德里安贝德卡大学的罗希特·内吉表示，“赞比亚民众对中国的反对与经济民族主义的高涨以及对新自由主义正统观念的新挑战有关。”赞比亚执政政府指责反对派助长了针对中国公民的仇外攻击。香港科技大学2016年的一项研究表明，尽管当地人对中国人的看法微妙，对中国人的评价不如白人，但也比黎巴嫩人和印度人的负面评价要低。

### 南非
2016年，南非计划将汉语与德语、塞尔维亚语、意大利语、拉丁语、葡萄牙语、西班牙语、泰米尔语、泰卢固语和乌尔都语一起提供为额外的可选语言。然而，南非教师工会指责政府向中国帝国主义投降。截至2017年，南非全国共有53所学校可选汉语课程。
中国人一直是抢劫的受害者，随着南非经济恶化，当地人对中国人和其他外国人的敌意也随之增加。

### 中国大陆
在中国的持不同政见者中，有一部分人表现出了基于反华情绪的同族歧视倾向，这些人表现出了对中文、中国人或中华文化强烈的仇恨情绪。

### 香港

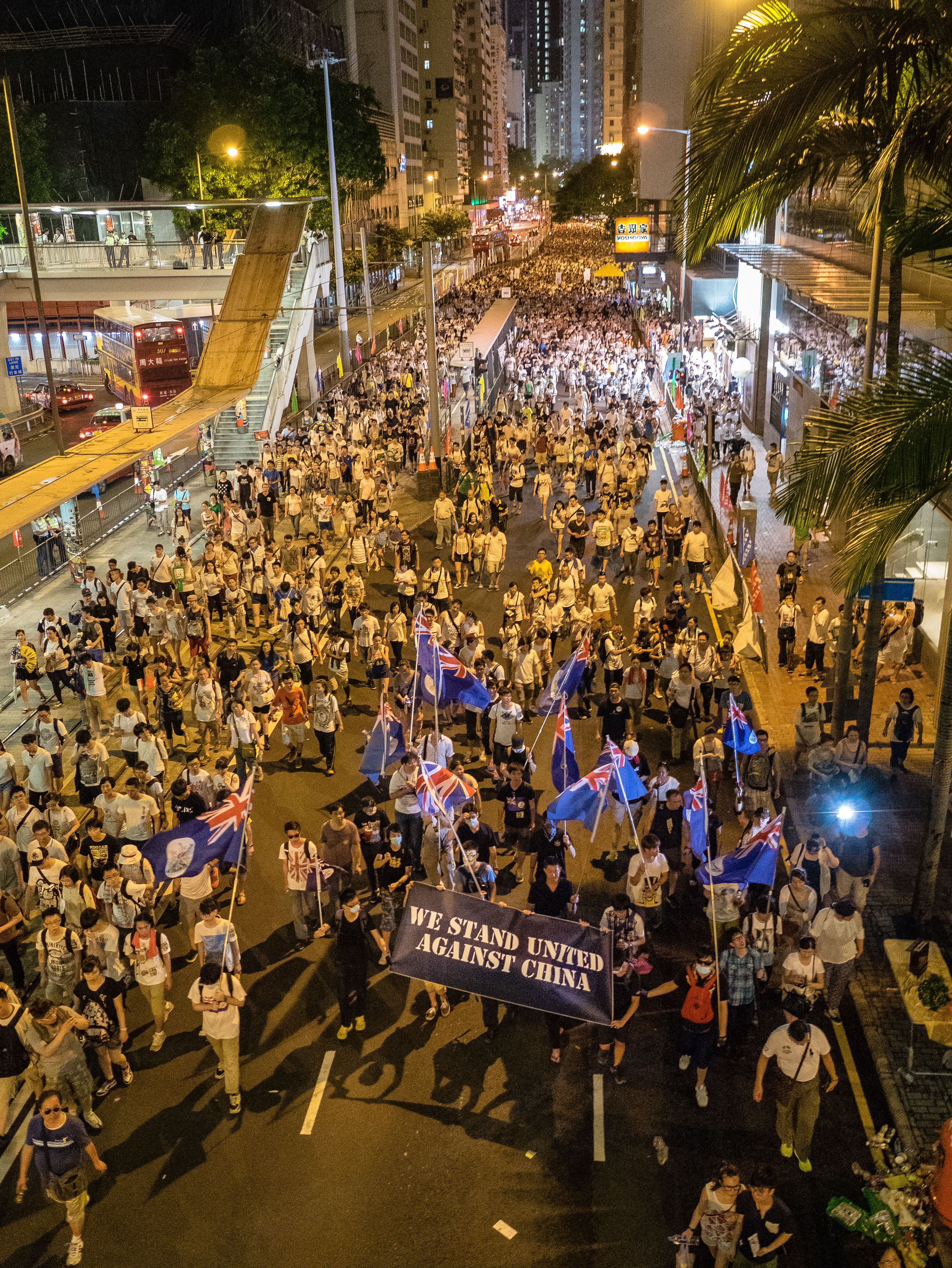
2014年7月1日，香港举行游行，标语上写着“我们团结起来反对中国”。

尽管香港于1997年回归中国，但只有一小部分居民认为自己是纯粹的中国人。根据香港大学2014年的一项调查，42.3%的受访者认为自己是“香港公民”，而只有17.8%的人认为自己是“中国公民”，还有39.3%的人选择给自己一个混合身份（ 香港华人或居住在中国的香港人）。到2019年，几乎没有香港青年被认定为中国人。
自回归以来，前往香港的中国大陆游客数量激增（2011年达到2800万人次），许多当地人认为这是他们住房和工作困难的原因。 除了?政治压迫带来的怨恨之外，网上流传的大陆人不当行为的帖子以及香港主要报纸上的歧视性言论也增加了负面看法。2013年，香港大学的民意调查显示，32%至35.6%的当地人对中国大陆人抱有“负面”情绪。但2019年对香港居民的一项调查显示，也有一些人对内地游客抱有积极的刻板印象。
在2015年的一项研究中，最初对这座城市比对自己的内地家乡抱有更积极看法的香港内地学生表示，由于经历过敌意，他们与当地人建立联系的尝试很困难。
2012年，一群香港居民在报纸上刊登广告，将内地游客和移民描绘成蝗虫。2014年2月，大约100名香港人在九龙举行了所谓的“反蝗虫”抗议活动，骚扰内地游客和购物者。作为回应，香港平等机会委员会提议将香港的种族仇恨法延伸至包括大陆人。2019年的反送中运动也记录了强烈的反大陆仇外情绪。据报道，抗议者袭击说普通话的人和与大陆有关的企业。

### 新疆
1949年新疆并入新成立的中华人民共和国后，汉族和突厥穆斯林维吾尔族之间出现了民族紧张关系。这在1997年伊宁事件、2009年7月乌鲁木齐血腥骚乱和2014年昆明恐怖袭击事件中得到了体现。据英国广播公司新闻报道，这促使中国镇压当地居民并建立新疆再教育营。因为所谓的反恐努力，而加剧了该地区的不满情绪。

### 西藏

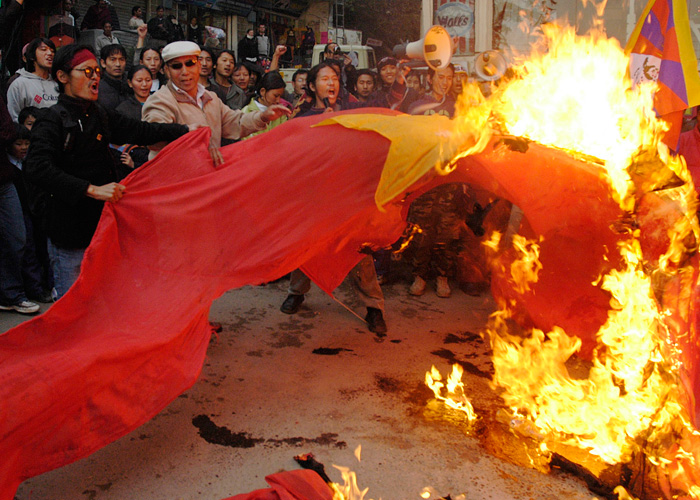
2008年印度藏人的反华抗议

西藏与中国的关系复杂。藏语和汉语同属汉藏语系，有着悠久的历史。军事冲突最早起源于唐朝和吐蕃时期。在13世纪，西藏受元朝统治，但随着元朝的灭亡而结束，直到清朝入侵西藏。1904年英国入侵西藏后，许多认为这是西藏的自卫行为，也是在清王朝分崩离析之际摆脱清朝独立的行为。中华民国未能收复西藏，但后来的中华人民共和国将西藏吞并为中国境内的西藏自治区。第十四世达赖喇嘛与毛泽东签署《和平解放西藏十七条协议》，但中国随后被指责不遵守该条约，并导致1959年西藏叛乱，但被中国成功镇压，达赖喇嘛流亡至印度。
藏人再次爆发两次反抗中国统治的骚乱，分别是1987-1989年的藏人骚乱和2008年的骚乱，他们将愤怒指向汉族和回族，两者都被中国的镇压，尽管西藏时有自焚事件，但中国还是增加了在该地区的军事存在。

## 媒体对中国和中国人的描述
西方媒体对中国和华人的描述大多数是负面报道。2016年，香港记者谢力强对《南华早报》表示，西方记者以怀疑和愤世嫉俗的态度看待中国的动机，他们是基于偏见挑选事实，由此产生的错误信息无助于激起民愤。
根据《中国日报》的报道，好莱坞被指责在电影中对中国人进行负面描绘，如土匪、暴徒、罪犯、流氓、危险、冷血、软弱和残忍；而美国，以及欧洲或亚洲的一般人物，都被描绘成救世主。甚至电影中的反华粉饰也很常见。出演《长城》的美国演员马特·达蒙也面对批评，称他通过参与这部历史史诗是好莱坞与中国合拍的电影“洗白”，但他对此予以否认。
反华政治言论通常强调中国政府的腐败、人权问题、不公平贸易、审查制度、暴力、军事扩张主义、政治干预和历史帝国主义。它常常与中国大陆以及香港澳门特别行政区反对中国政府的自媒体一致。为了捍卫这种言论，一些批评中国政府的消息人士声称，是中国官媒和政府试图将“中立”的批评概括为对全体中国民众的不分青红皂白的指控，并针对那些批评者，从而抹黑这种“中立”的批评。然而，也有一些人认为，西方媒体与俄罗斯的描述类似，没有充分区分中共政权与中国人，从而有效地丑化了整个国家。

## 商业
由于对中国制造业的成功以及对中国企业所谓不公平贸易的不满，一些国家已采取措施禁止或限制中国企业在其市场投资。尤其是华为和中兴的情况，由于涉嫌中国政府的参与和它的安全问题，它们被禁止在美国与美国公司开展业务。印度也出于类似原因禁止或限制中国企业在该国境内的运营。《纽约时报》的亚历山德拉·史蒂文森也指出，“中国希望本国的国有企业成为电动汽车、机器人和无人机等领域的世界领先者，但当局被指控限制外国公司接触中国消费者。”

## 贬义词
对于华人有着各种各样的贬义词，其中许多术语被视为种族主义。然而，这些术语并不一定是指整个华人；它们还可以表示特定的政策或历史上的特定时期。

### 英语
- Eh Tiong(阿中) – 专指中国公民。主要在新加坡用于区分新加坡华裔和中国公民。源自闽南语，是中国的缩写。被认为具有攻击性。
- Cheena – 与新加坡的“Eh Tiong”用法相同。类似于Shina（支纳）。
- Chinaman —字面意思“中国人”，一般翻译为“中国佬”以示其歧视性。现代词典、诽谤和委婉语词典以及种族骚扰指南都认为“Chinaman”一词具有冒犯性。
- Ching chong–用于嘲笑华裔和说汉语的人，或其他看起来像东亚和东南亚人的人。
- Ching chang chong – 用法与“ching chong”相同。
- Chink —— 一种种族歧视用语，指的是华人，但也可以针对任何东亚和东南亚血统的人。
- Chinky——“Chinky”这个名字是Chink的形容词形式，和Chink一样，是对中国人的种族侮辱，偶尔针对其他东亚和东南亚人。
- Chonky – 指具有白人属性的中国人，无论是意识形态还是血统。
- Coolie—— 源于“苦力”，指19世纪和20世纪初来自中国的体力劳动者，从事与铁路及淘金相关的工作。
- Chicom——过去指的是共产主义中国人。
- Panface——用来嘲笑中国人和其他东亚和东南亚血统的人扁平的面部特征。
- Lingling——过去在西方对华裔的称呼。
- Chinazi——最近出现的一种反华情绪，将中国与纳粹德国进行比较，结合了“中国”和“纳粹”这两个词。该词最初由中国持不同政见者于杰发表，在香港抗议中国政府期间被频繁使用。
- Made in China (中国制造) ——用来嘲笑低品質的产品，也可以延伸到该国其他被贬义的方面。

### 菲律宾语
- Intsik（有时拼写为inchek，宿雾语：Insik）用来指代华裔，包括菲律宾华人。  （标准术语是“Tsino”，源自西班牙语“chino”，口语中的“Tsinoy”专指菲律宾华人。）这个原本中性的术语近年获得了负面含义。这个词最初来自闽南语“in chiek”，指的是一个人的叔叔。该术语有多种变体，其语气可能更具攻击性，例如 Intsik baho，并且可能用于贬义短语 Intsik baho tulo-laway（“流着口水的臭老中国人”）。
- Tsekwa（有时拼写为 chekwa）——是菲律宾人代指中国人的俚语。

### 法语
- Chinetoque (男/女) – 贬义词，指亚洲人，尤其是来自中国和越南的人。

### 印度尼西亚语
- Chitato——（China Tanpa Toko）——字面意思是“中国人没有商店”，指的是对没有商店的印尼华裔的嘲笑。
- Aseng – “asing”一词的变形，意思是“外国人”，印度尼西亚当地人用它来称呼中国血统。
- Cina PKI Kafir Komunis Laknatullah –（被上帝诅咒的中国共产党卡菲尔）指的是非穆斯林中国人，他们通常被称为中华人民共和国的共产主义支持者。自从华裔雅加达省长亵渎伊斯兰教事件后，这个词就被当作笑话。
- Cina Loleng –（势利的中国人）指傲慢的华人血统。
- Panlok (Panda lokal/当地熊猫) – 贬义词，指中国女性或看起来像中国人的女性，特别是妓女。

### 日语
- Dojin (土人, dojin) – 字面意思是“地球人”，中性地指当地人或贬义地指原住民和野蛮人，在19世纪末和20世纪初被日本殖民者使用，暗示中国人落后。
- 特亜人（Tokuajin）——字面意思是“特定的亚洲人”，用于指来自东亚国家有反日情绪的人。取自“特定アジア”，这是一个术语，用于被认为是反日并与日本存在政治紧张和争端的国家，即朝鲜、韩国和中国。
- 支那（支那或 シナ，shina）——汉字复合词“支那”的日语读法，最初是中国的印度名称的中文转录，随着佛教的传播进入东亚。 随着日本帝国主义的崛起，这个地名很快成为种族标记，并且它仍然被认为是贬义的，就像“shina-jin”一样。这种诽谤也被右翼人士延伸到左翼活动分子。
- Chankoro——贬义词，源于台湾闽南语清国奴的讹误，用来指任何“中国人”，意思是“清朝的奴隶”。

### 韩语
- Jjangkkae ——掌柜（zhǎngguì）的韩语发音，字面意思是“店主”，最初指中国餐馆和商店的老板；指中国人的贬义词。现代汉语中常被翻译为“酱狗”以示其歧视性，虽然在韩语中该词与狗无关。
- Jjangkkolla（韩语：짱꼴라）——这个术语源自日语术语 chankoro（淸国奴，字面意思是“清朝满洲的奴隶”）。 后来，它成为一个贬义词，指中国人。
- Jung-gong（韩语：중공；汉字：中共）——字面意思是“中国共产主义者”，自朝鲜战争（1950-1953）以来，通常用来指中国共产党人。
- Orangkae（韩语：오랑캐）——字面意思是“野蛮人”，是对中国人、蒙古人和满人的贬义词。
- Doenom（韩语：되놈）——最初是女真人的贬义词，意思类似于“野蛮人”。  1636年女真人入侵朝鲜，造成长期仇恨。 一个女真集团后来建立了清朝，导致一些朝鲜人将这个词推广到整个中国。
- Ttaenom（韩语：때놈）——字面意思是“污垢混蛋”，指的是中国人认为的“肮脏”，有些人认为他们不洗澡。 它最初是 Dwoenom，但随着时间的推移变成了 Ddaenom。

### 蒙古语
- Hujaa（蒙古语：хужаа）——对中国人的贬义词。
- Jungaa——对中国人的贬义词，指的是汉语。

### 满语
- ——音作“尼堪”，满语里对汉人的称呼之一，在一些语境中使用时带有贬义。

### 葡萄牙语
- Xing líng (星零) - 葡萄牙语“zero estrela”（“0星”）的直译，用于命名与中国产品相关的山寨产品。
- Pastel de flango（鸡肉糕点） - 这是一个贬义词，嘲笑葡萄牙语的中文发音（将R改为L）。 这个贬义词在巴西有时用来指中国人。

### 俄语
- Kitayoza（俄语：китаёза kitayóza）（男/女）——对中国人的贬义词。
- Uzkoglazy（俄语：узкоглазый *uzkoglázy）（m）——泛指中国人的贬义词（字面意思是“狭隘的眼睛”）。

### 西班牙语
- Chino cochino – （coe-chee-noe，N.A.“cochini”，SPAN“cochino”，字面意思是“猪”）是一个过时的贬义词，意思是肮脏的中国人。  Cochina 是这个词的阴性形式。

### 意大利语
- Muso giallo – “黄色枪口/黄色脸”，这个词出现在 20 世纪初一部关于意大利矿工的戏剧中。 虽然它不是针对一个中国人，而是从一个意大利人到另一个人，但它的存在仍然证明了意大利境内中国劳工的“异类”。在英语电影的意大利语配音中，该诽谤语相当于“gook”或“zipperhead”。

### 越南语
- Tàu——字面意思是“船”。 它用来泛指中国人，可以被理解为贬义，但很少有。 这种用法源于清朝时期许多中国难民乘船来到越南的事实。
- Khựa –（意思是肮脏的）对中国人的贬义词，上面两个词的组合称为Tàu Khựa，这是一个常用词。
- Tung Của 或 Trung Của 或 Trung Cẩu（字面意思是狗中文）——这个词以嘲讽的方式模仿普通话“中国”的发音，但很少使用。
- Trung Cộng 或 Tàu Cộng（中国共产党人或共产主义中国）——被大多数流亡中的越南反共分子用来嘲笑中国的政治制度及其帝国主义欲望。
- Chệc –（种族诽谤、贬义）Chink
- Chệch–（种族诽谤、贬义）Chink，很少在实际的越南语口语中使用，但在某些翻译中作为英语 Chink 的等价物出现。

### 粤语
- Wong choong（中文：蝗虫；粤拼：wong4cung4）——字面意思是“蝗虫”； 贬义的新词，用来指被指控行为不良的大陆游客。
- gat zat 中文: 曱甴;  Jyutping: gaat6zaat6) — 字面意思是“蟑螂”； 贬义的新词用来指被指控行为恶劣的香港抗议者。

### 闽南语
- Si-a-liok（繁体中文书写：死阿陆；台湾拼音：Sí-a-lio̍k 或 Sí-a-la̍k）——字面意思是“该死的中国人”，有时使用“四二六”（426，“sì-  èr-liù”）在普通话中作为文字游戏。

## 回应
1999年北约轰炸南斯拉夫期间，美国轰炸了中国驻贝尔格莱德大使馆，之后中国的民族主义情绪显着高涨，并且随着中国爱国运动的发展而加剧。俄罗斯的一些学者认为，中国和美国正在进行一场文明冲突，或者是一场“以美国为首的唯物主义、个人主义、消费主义、世界主义、腐败和颓废的西方与中国领导的精神优越的亚洲理想主义、集体主义和道德主义之间的全球斗争”，西方被视为试图撕裂中国，以便利用其自然资源来满足自己的利益和需求。
2020年对美国的中国留学生一项研究发现，在面临反华种族主义后，他们对中国政府的支持有所增加。据报道，许多在英国的中国留学生也有类似的现象。
2024年3月，馬來西亞首相批評西方國家日益增長的「反華」情緒，堅稱馬來西亞可以與中國和西方成為朋友。此言論被中国驻马来西亚大使赞赏，并补充说马来西亚是中国的友好邻国，也是中国周边外交的优先方向。

## COVID-19大流行期间的恐华症

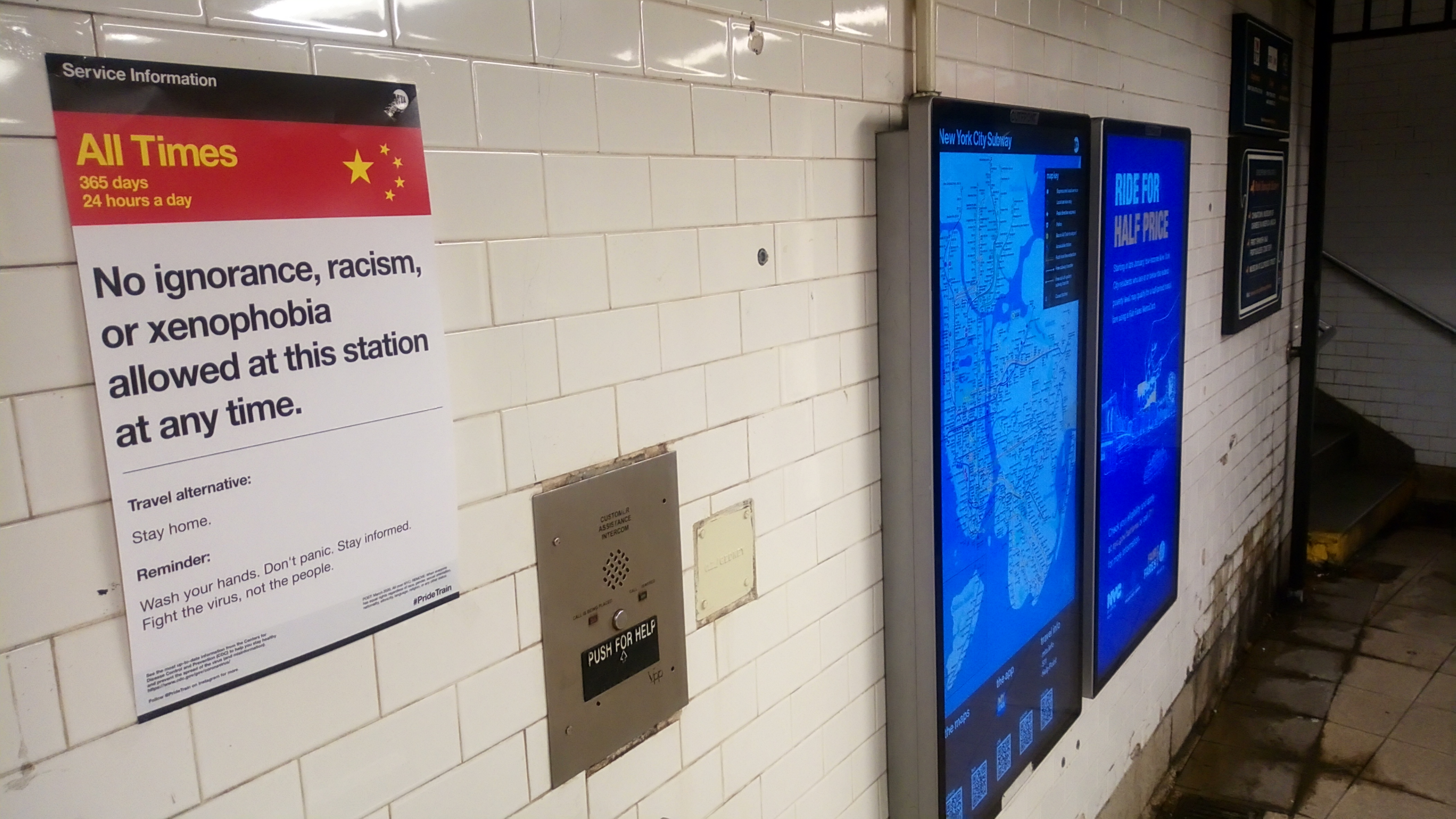
COVID-19大流行期间纽约市地铁站张贴的非官方反仇外心理海报

新型冠状病毒肺炎 (COVID-19) 首次在武汉发现，引发了针对华裔的种族主义偏见；有人表示，中国人应该染上这种病。全球各地的一些公民也要求禁止中国人进入他们的国家。英国和美国亚裔群体遭受的种族主义虐待和袭击事件也有所增加。美国前总统唐纳德·特朗普也多次将冠状病毒称为"中国病毒"和"功夫流感"，但他否认这些术语具有种族主义含义。

## 華人為主的政黨態度

### 中國國民黨
中國國民黨、中華民國政府在不同的時空下將外國政府、國際組織或異議人士視為反華或反中。其對象曾包括中國共產黨、日本帝國主義、共產國際、苏联、汪精卫政权、民主進步黨等等。

### 民主進步黨
2014年越南平陽省發生反華暴動後，當地多家台資廠商首當其衝，遭暴徒衝擊、縱火，並有台商受傷。民進黨立委將越南反華歸咎於中國大陸，稱中國大陸廠商「連累」台商。

### 中国共产党
中華人民共和國政府关于国际反華势力的相關論述参见三股势力煽动反華。

## 相关事件

### 與中华人民共和国相關
與中华人民共和国政權及政策相關的「反華」（反中）事件。
- 1997年比利時及丹麥等在聯合國提出對中华人民共和国的人權保障政策的抨擊，被中华人民共和国及部份媒體定位為反华提案[296]
- 2000年梵蒂冈封聖（如聖劉方濟）爭議，遭中华人民共和国及學者定位為反华事件[297]
- 2004年阿富汗昆都士省恐怖襲擊[298]
- 2007年蒙古排華事件[299]
- 2008年德國之聲華人員工公開信事件[300]
- 2008年奥运会火炬接力巴黎站示威活动及攻击火炬手事件
- 2008年發生於韓國的事件[301]
- 2009年荷兰民众示威[302]
- 2010年哈萨克斯坦民众示威[303]
- 2010年法国華人反暴力遊行[304]
- 2010年中国渔船与日本巡逻船钓鱼岛相撞事件引起的示威[305]
- 2010年尼泊尔政客言論[306]
- 2011年菲律宾示威游行[307]
- 2011年英国BBC所拍的中國在非洲的纪录片，被部份媒體認定為是煽动反华情绪[308]
- 2011年韓國海岸警衛隊隊員遇害後相關事件[309]
- 2012年黃岩島爭議引起的示威事件
- 2012年吉尔吉斯斯坦铁路建设相關事件[310][311]
- 2013年菲律宾示威游行[312]
- 2019冠状病毒病疫情相关排外及种族主义

### 與中華民國相關
與中華民國政權及政策相關的「反華」事件並不常見，中華民國常用的名詞是「排華」，其中多為描述東南亞各國對待華僑的暴行表示譴責。
另外，從2010年在中華民國（台灣）開始有「去中國化」的名詞產生，由中華民國（台灣）主張臺獨的民進黨等綠營政黨發起，主要是與中華人民共和國和中華民國之間長年無法解決的糾紛與困境做一個切割，在中華民國國內引起爭議與討論。
- 伊寧事變：1944年在中國新疆北部伊犁、塔城、阿勒泰「三區」爆發的維吾爾人、哈薩克人分離暴動，分離運動得到了蘇聯的資助，並建立了東突厥斯坦共和國。這是蘇聯對於中國策劃的分離運動，同時也策動了中國共產黨在國內如蒙古、東北、華北、華中、與台灣等地的各種分離暴動。此時未有「反華」一詞，這是共產黨的民族獨立與革命輸出。